# Musée archéologique régional de Syracuse
Le Musée archéologique régional Paolo Orsi de Syracuse, en Sicile, est l'un des principaux musées archéologiques d'Italie.

## Histoire

### L'ancien musée

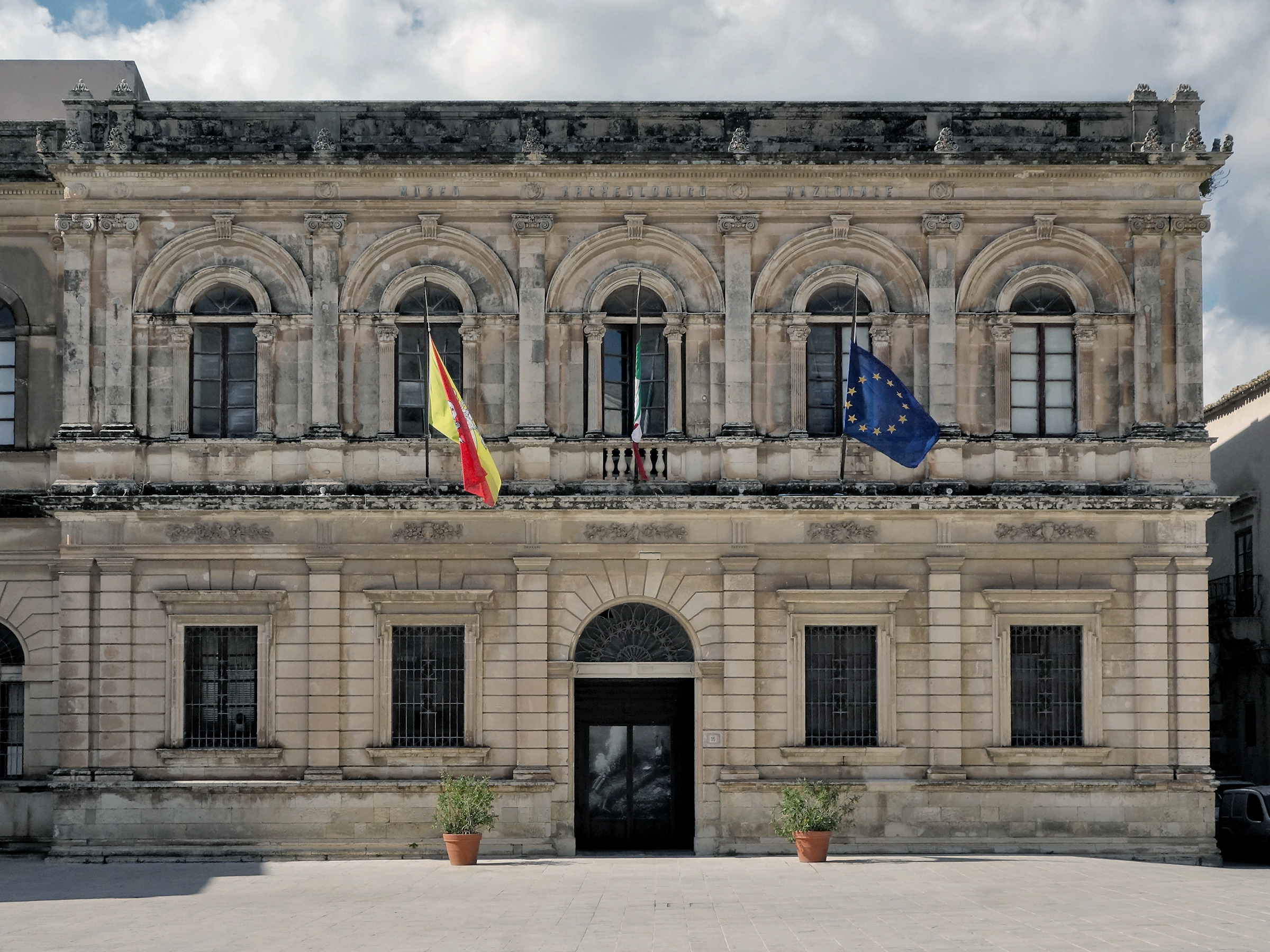
L'ancien Musée archéologique de Syracuse, aujourd'hui siège de la Surintendance du patrimoine culturel.

En 1780, Mgr Alagona inaugura le musée du Séminaire qui fut converti en 1808 en Musée civique. Plus tard, un décret royal du 17 juin 1878 décida la création du Musée archéologique national de Syracuse, inauguré en 1886, dans son ancien emplacement sur la place de la cathédrale.

### Le nouveau musée

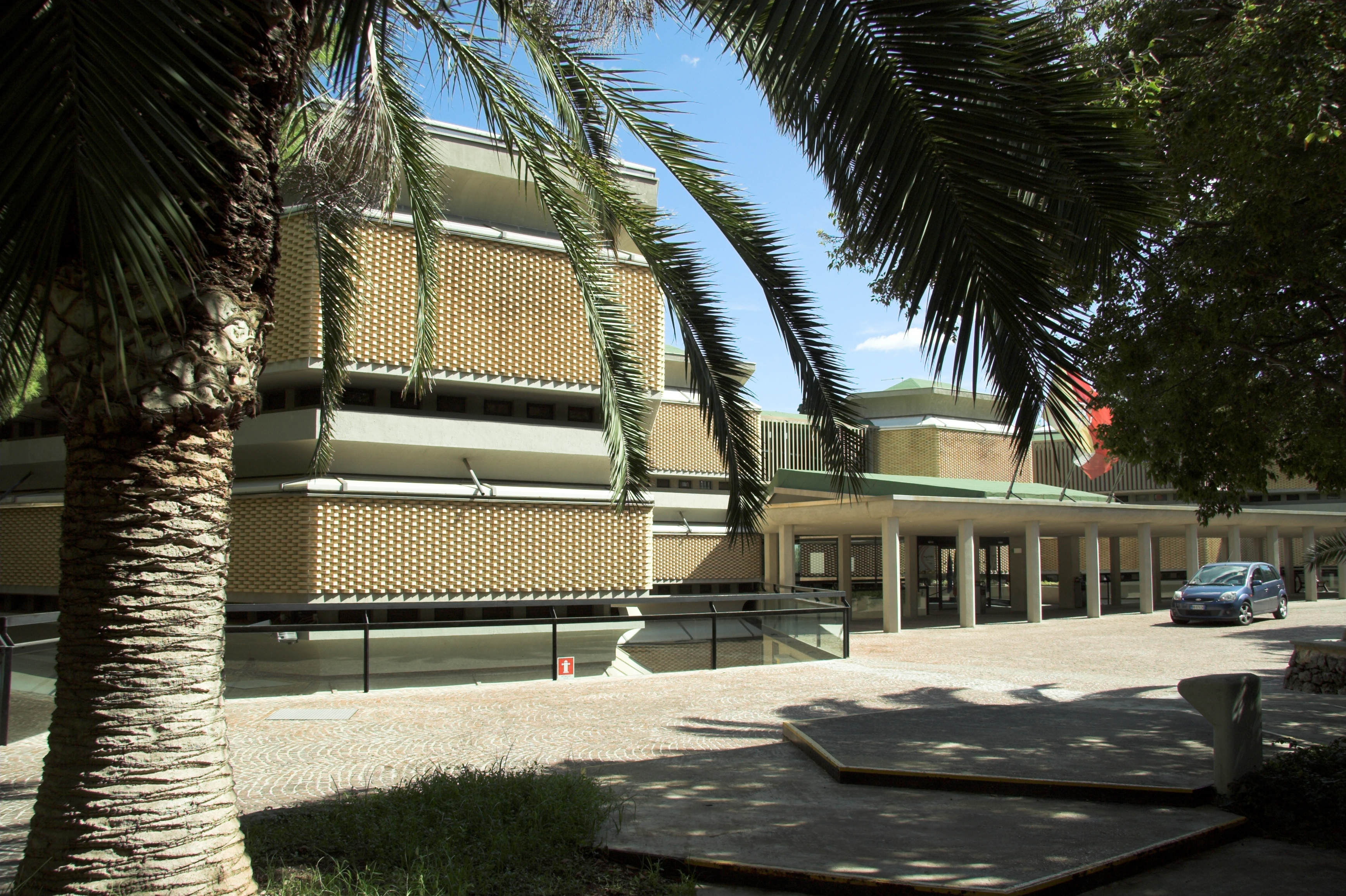
Le nouveau musée (1988)

De 1895 à 1934, l'archéologue Paolo Orsi dirigea le musée, mais le nombre croissant de découvertes nécessitait une extension dans le jardin de la Villa Landolina. Le nouvel espace, conçu par l'architecte Franco Minissi, a été inauguré en janvier 1988. Au départ, un seul étage était ouvert au public.
En 2006, un nouvel espace d'exposition a été inauguré à l'étage supérieur, dédié à la période classique, mais d'autres espaces sont restés inutilisés.
En 2014, une expansion plus importante a permis l'ouverture au public de l'exposition du sarcophage d'Adelphia et d'autres découvertes provenant des catacombes de Syracuse.

## Collections
Le musée contient des artefacts préhistoriques, grecs et romains trouvés lors de fouilles archéologiques dans la ville et d'autres sites en Sicile. L'espace est divisé en quatre secteurs (A-D) et une zone centrale qui illustre brièvement la disposition des salles du musée et son histoire. 

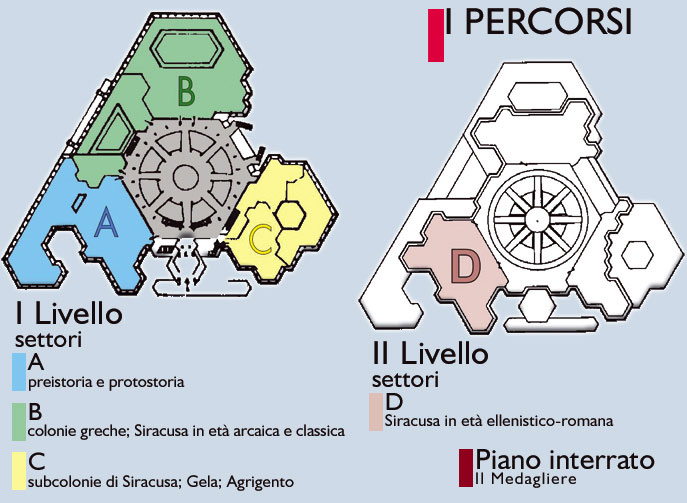
Plan du musée Paolo Orsi

### Secteur A

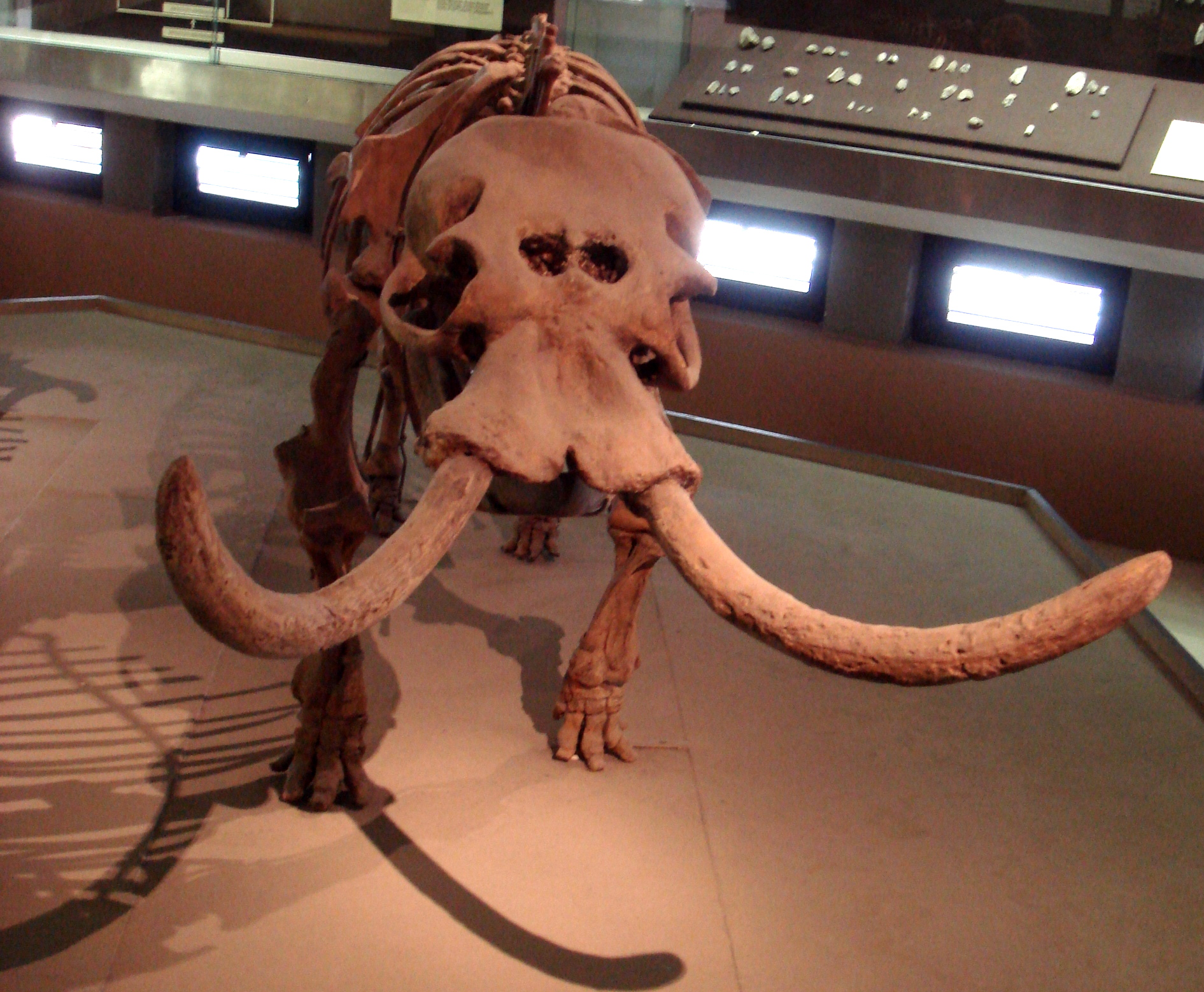
Éléphant nain (Elephas falconeri)

Le secteur A est consacré à la préhistoire (Paléolithique - âge du fer) avec une exposition de roches et de fossiles qui témoignent des différents animaux trouvés en Sicile et datant du Quaternaire. Il contient également une zone qui montre les caractéristiques géologiques de la Méditerranée et de la zone des monts d'Hyblaea.
Ce secteur évoque aussi la protohistoire, du Néolithique et de l'Âge du bronze.

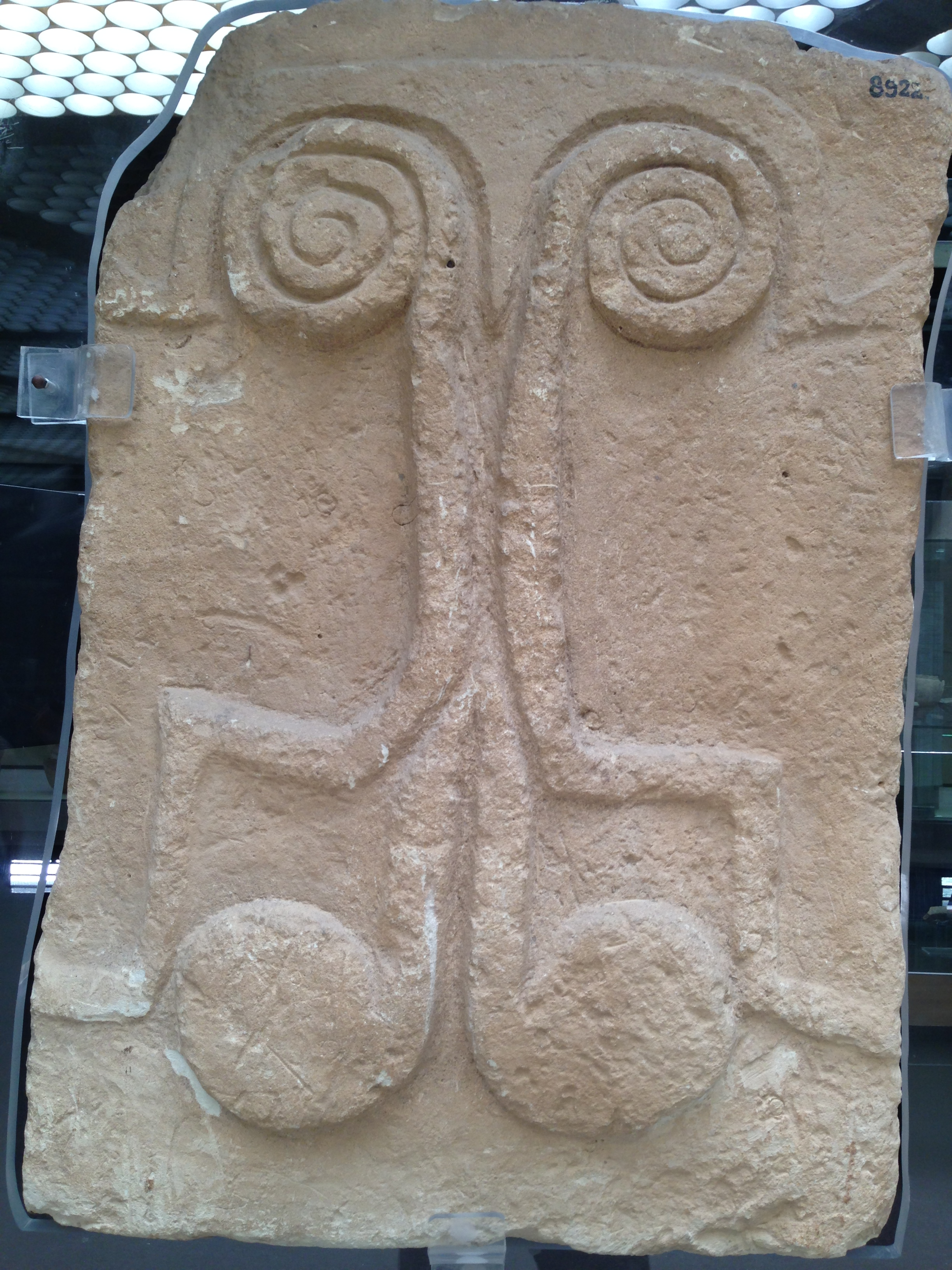
Stèle funéraire
XXIIe / XVe siècle av. J.-C.
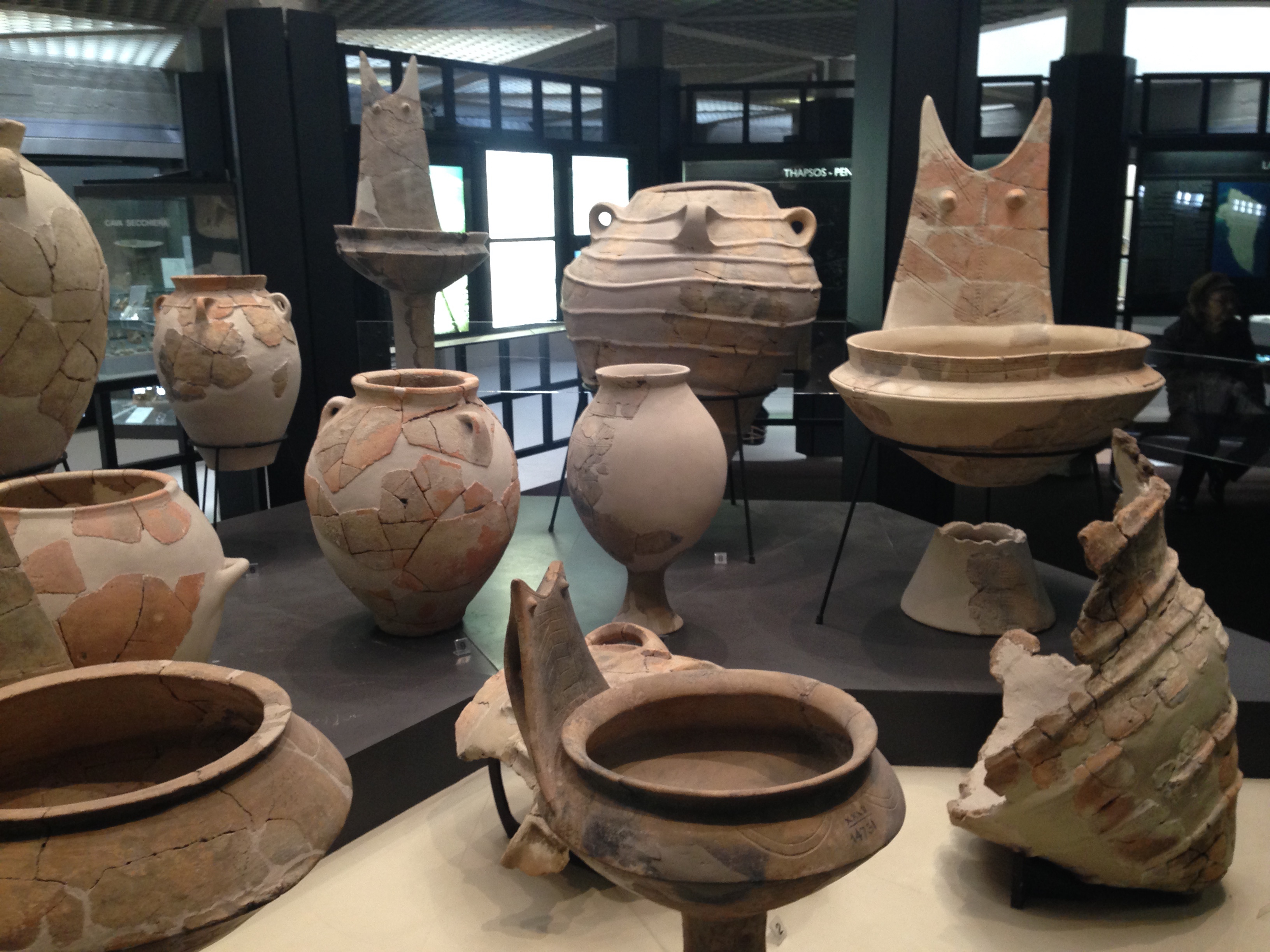
Pithoi (vases pour conserver les provisions, utilisés comme vases funéraires). Âge du bronze moyen sicilien, fin XVe /début XIIIe siècle av. J.-C. Thapsos
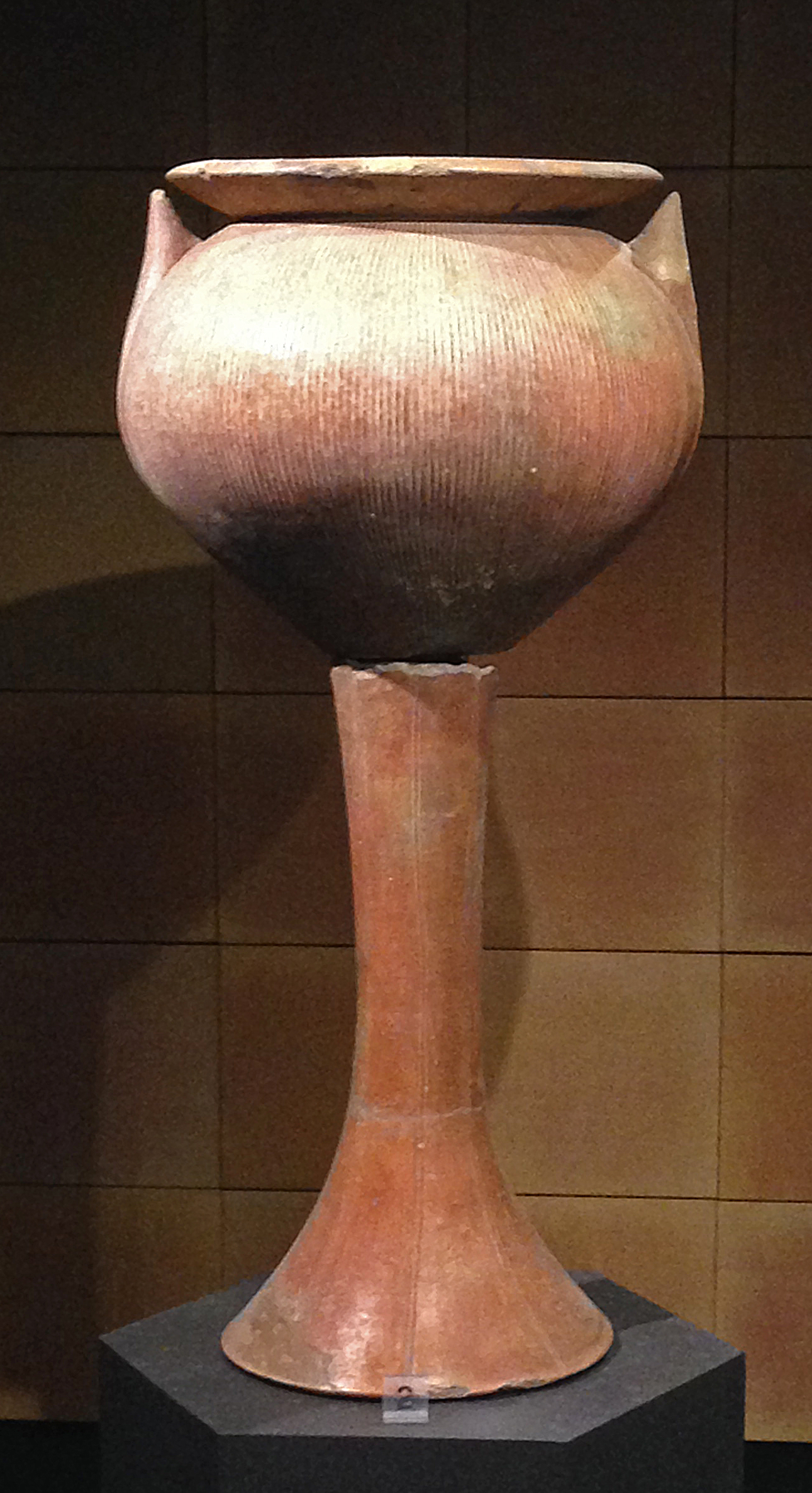
Olla (marmite) sur pied. Nécropole de Pantalica I, 1250/1050 av. J.-C.
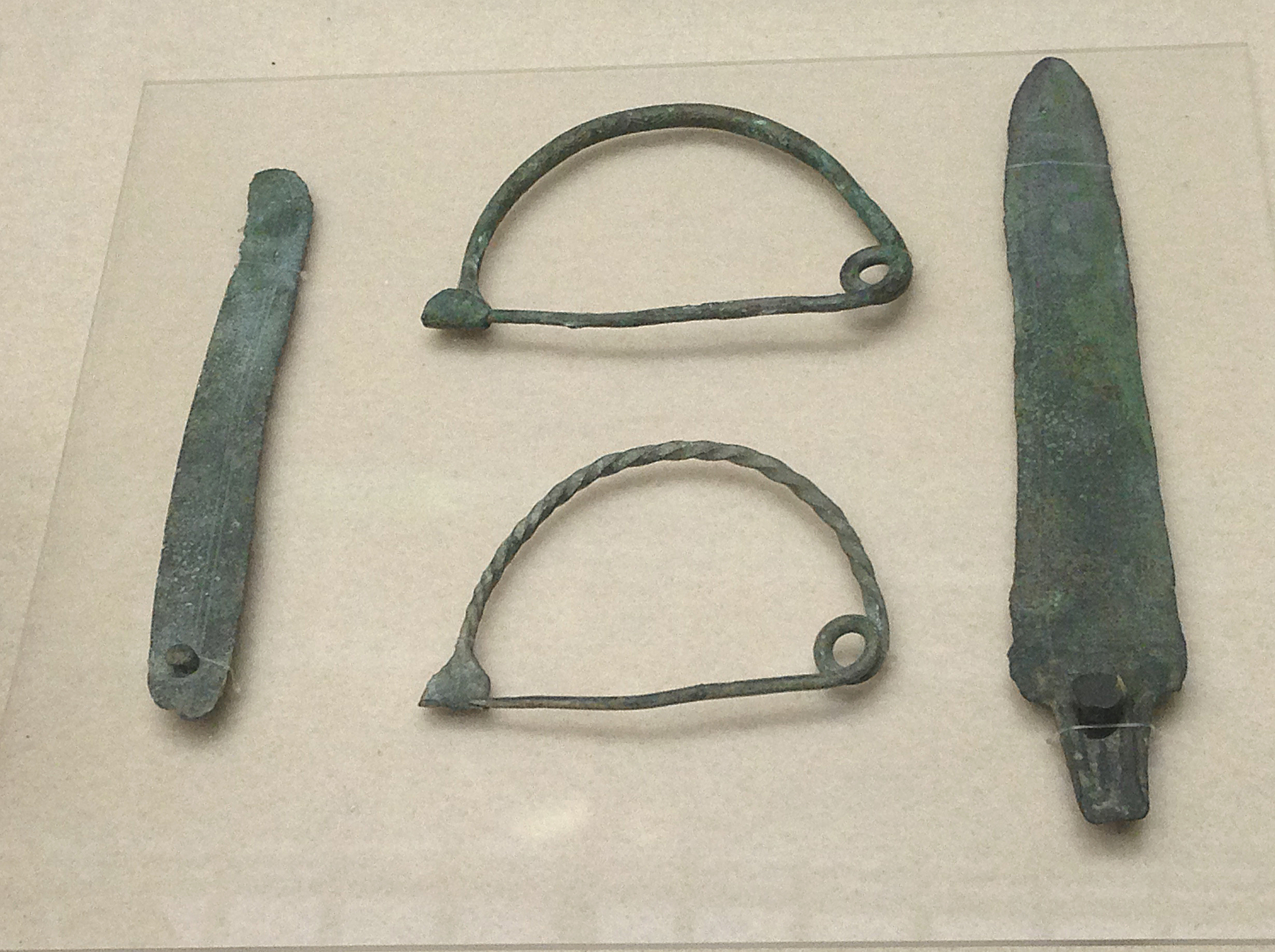
Fibules arquées, couteau et poignard en bronze. Pantalica II, 1050/850 av. J.-C.
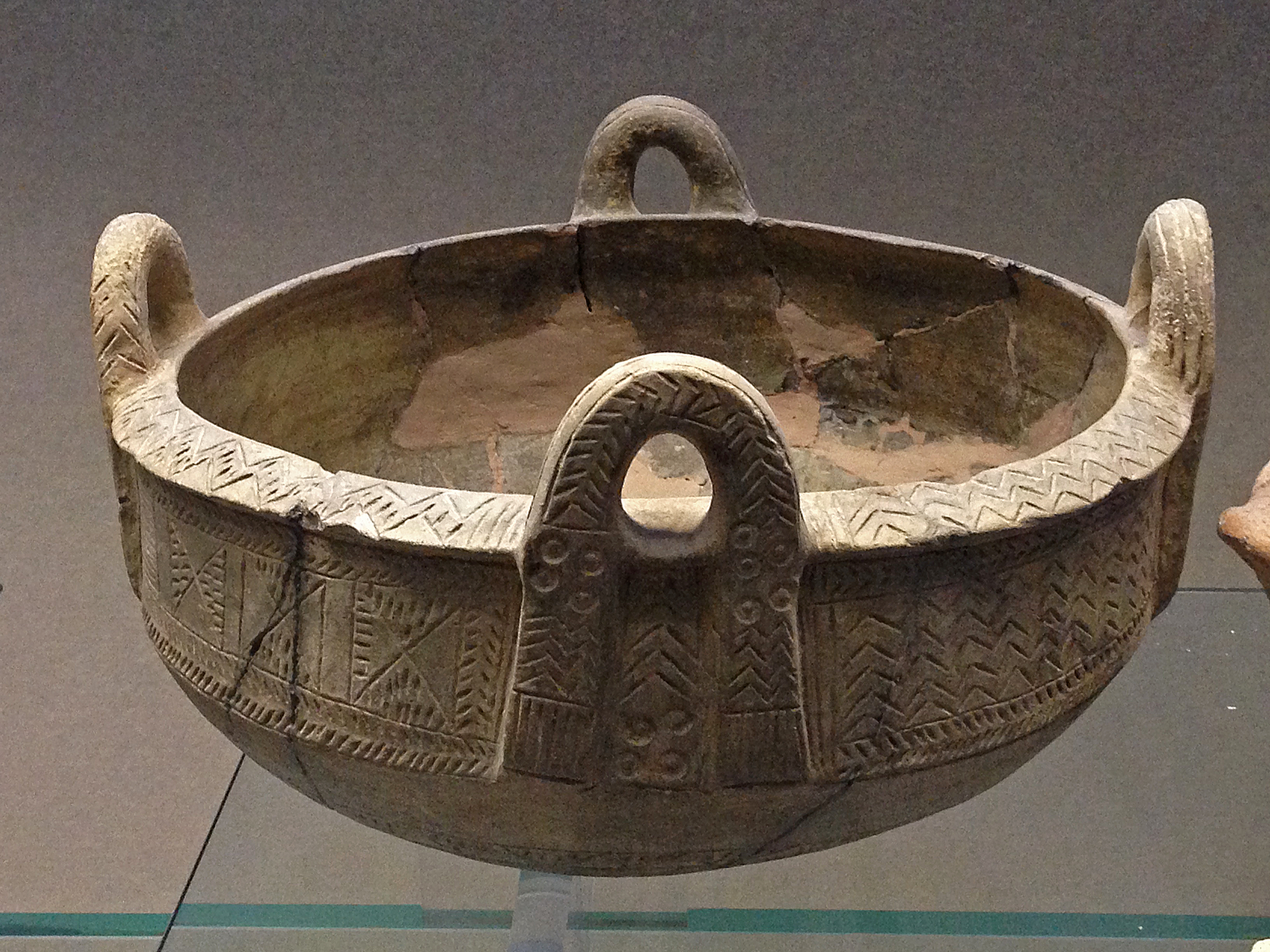
Bol à quatre anses à décor gravé. Nécropole sud de Pantalica.
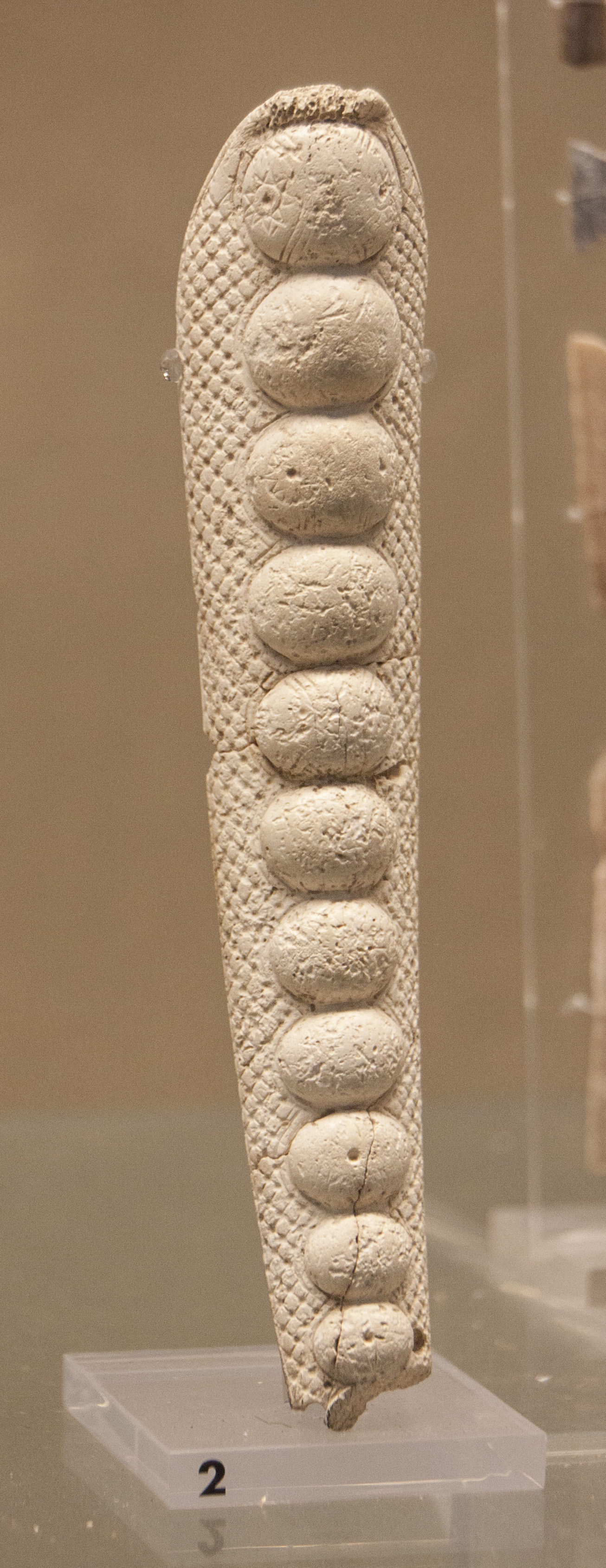
Os à globules. Âge du bronze ancien, culture de Castelluccio XXIIe / XVe siècles av. J.-C.
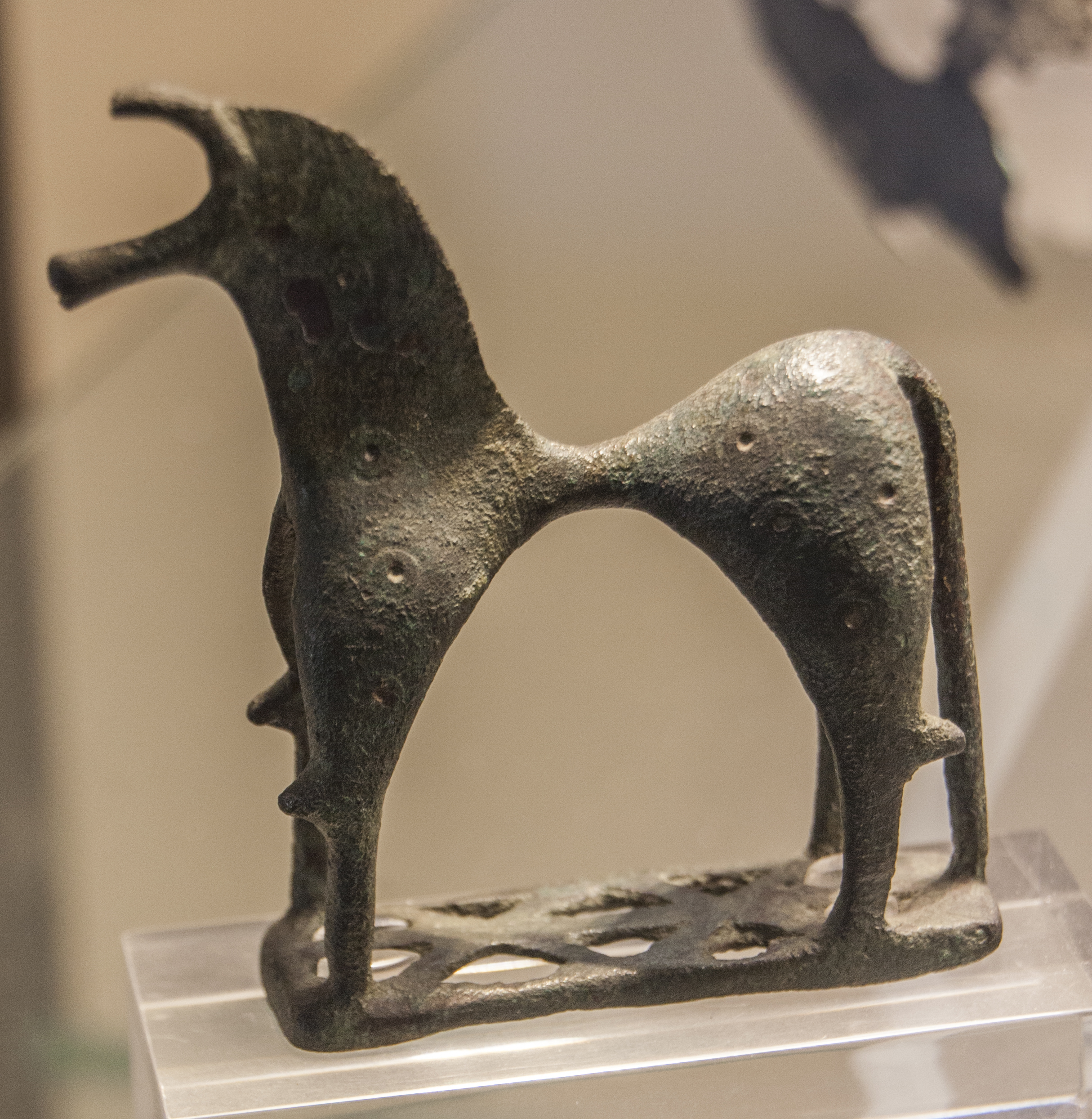
Cheval votif grec. Bronze, v. 710 av. J.-C.

### Secteur B
Dans le secteur B, consacré aux colonies grecques de Sicile de la période ionique et dorique, il est possible d'analyser la disposition des colonies grecques de Sicile et leurs villes-mères depuis l'époque archaïque, l'époque orientalisante et l'époque classique.

Objets, vases
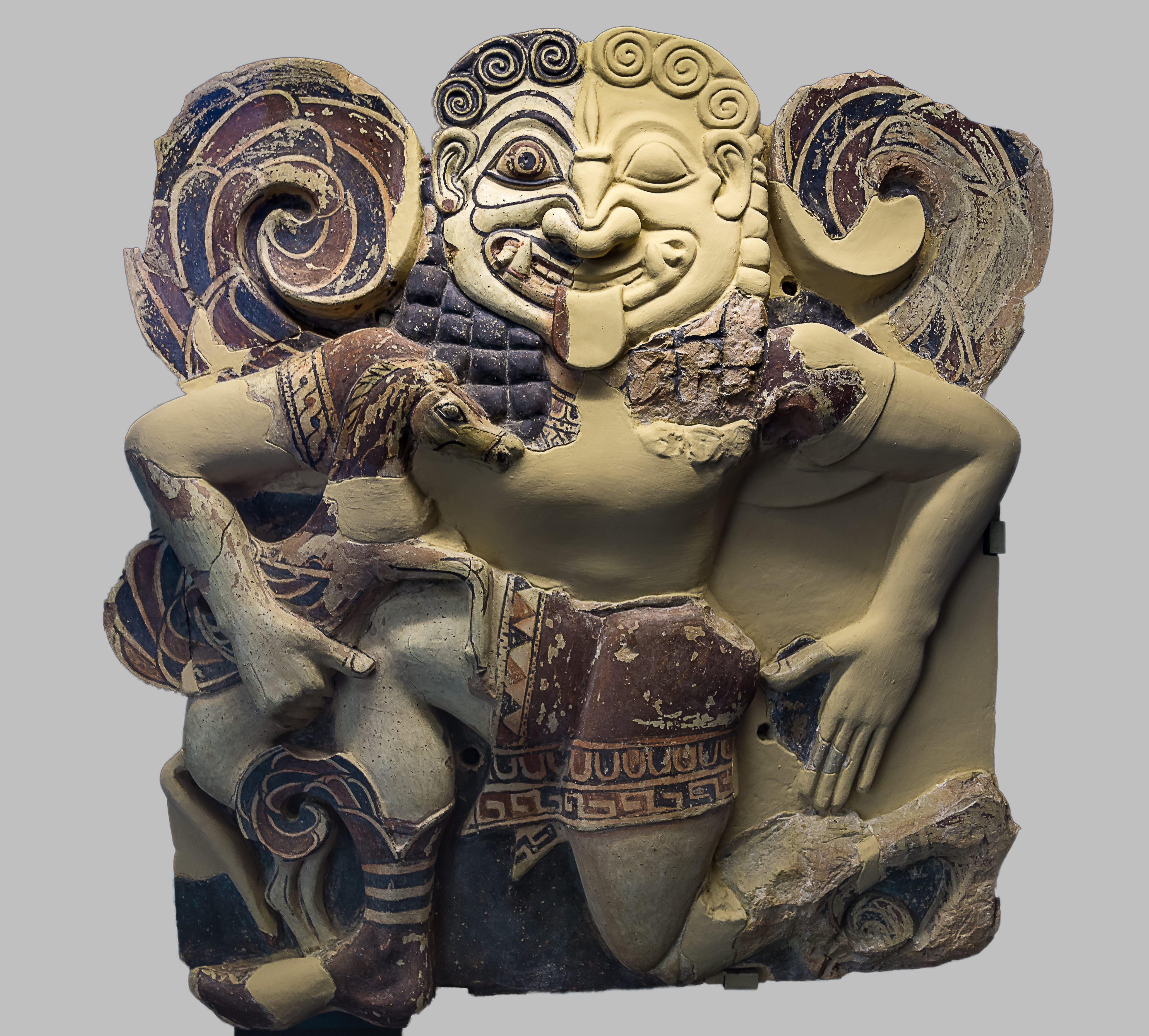
Gorgone courant, serrant Pégase, le fils de sa sœur Méduse, décapitée. Terre cuite peinte H. 56 cm. Métope, zone du temple d'Athéna à Ortygie, v -620/-570
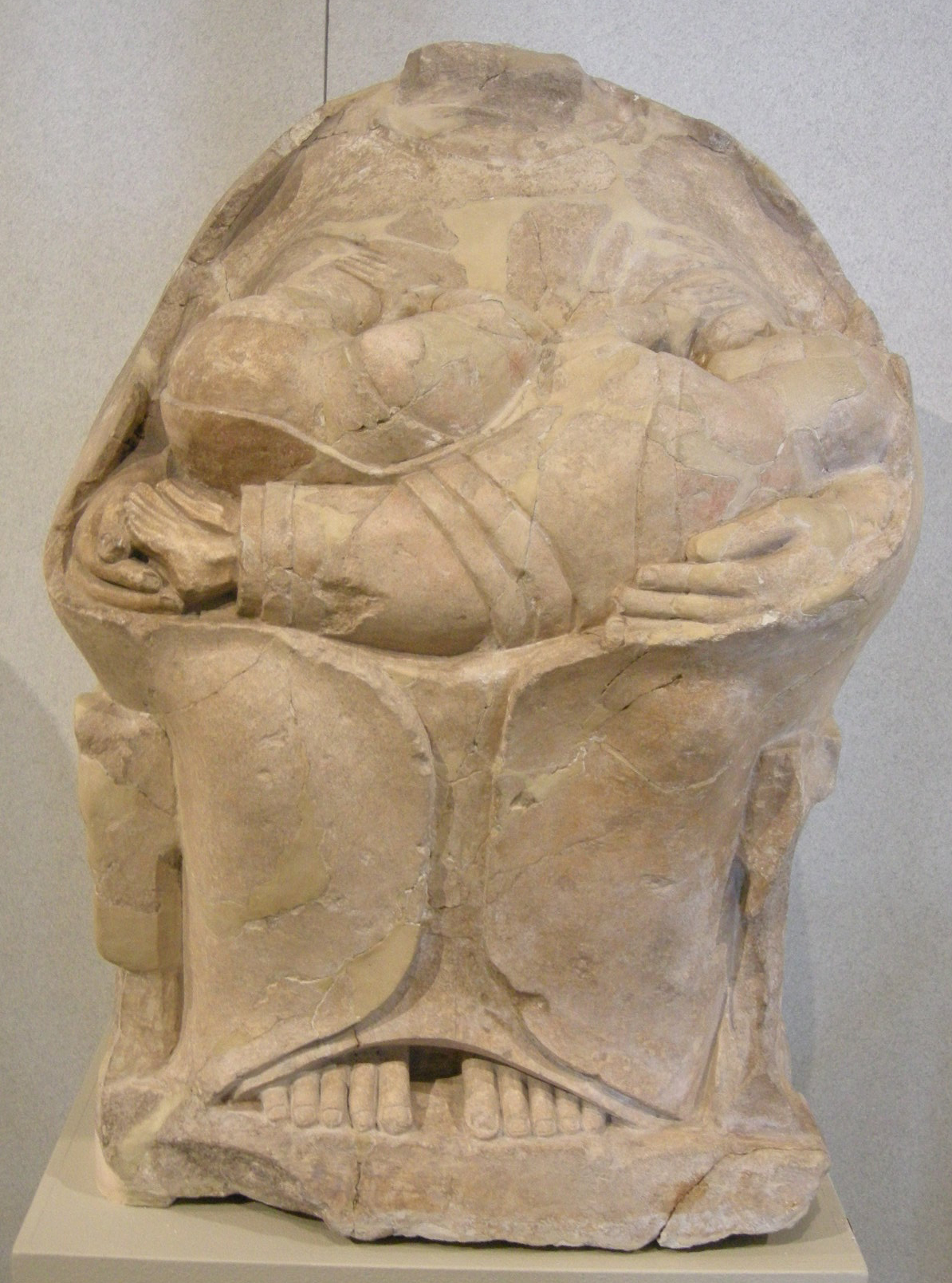
Kourotrophos : figure féminine portant des jumeaux. Megara Hyblaea, nécropole ouest, -550.
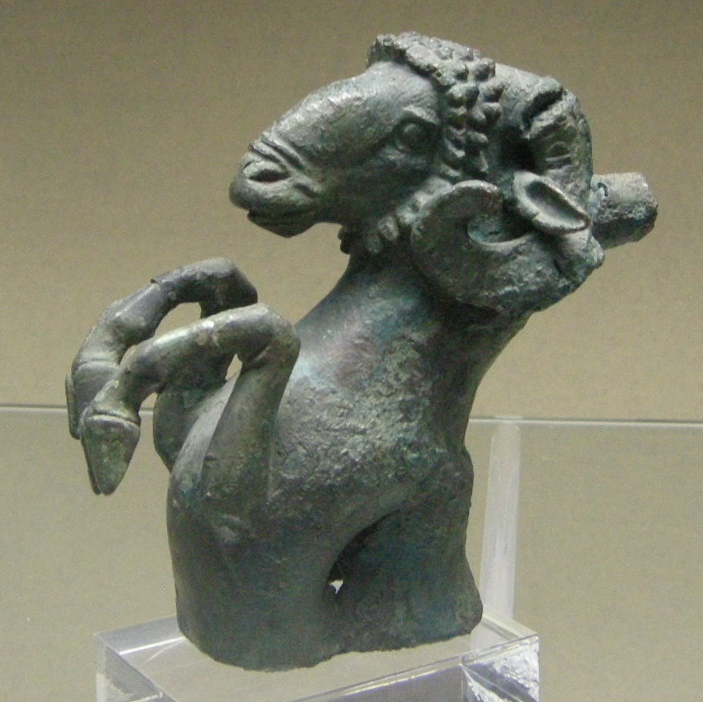
Protomé de bélier en bronze, peut-être un embout de timon de char, -520.
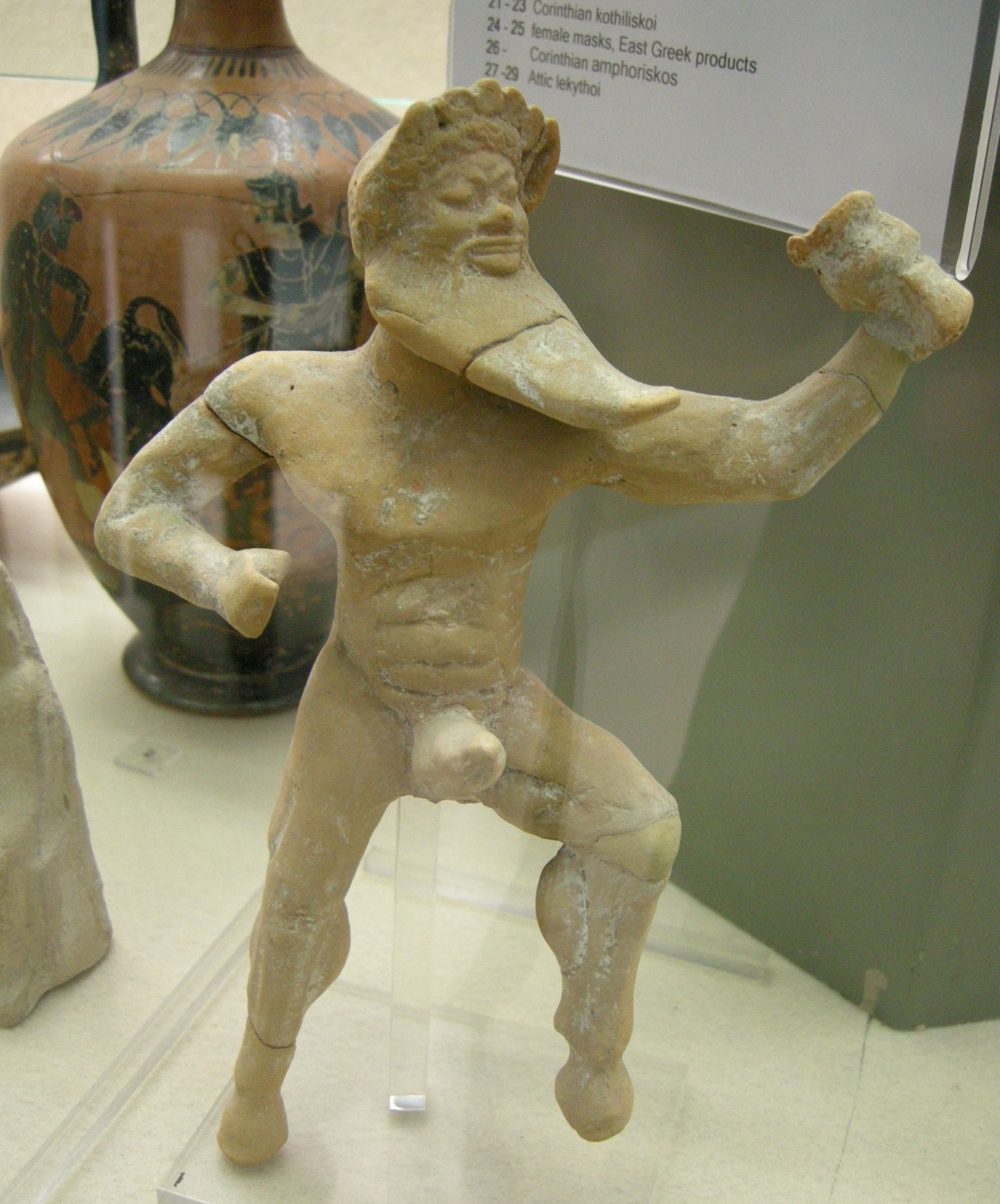
Silène, v. 520-480
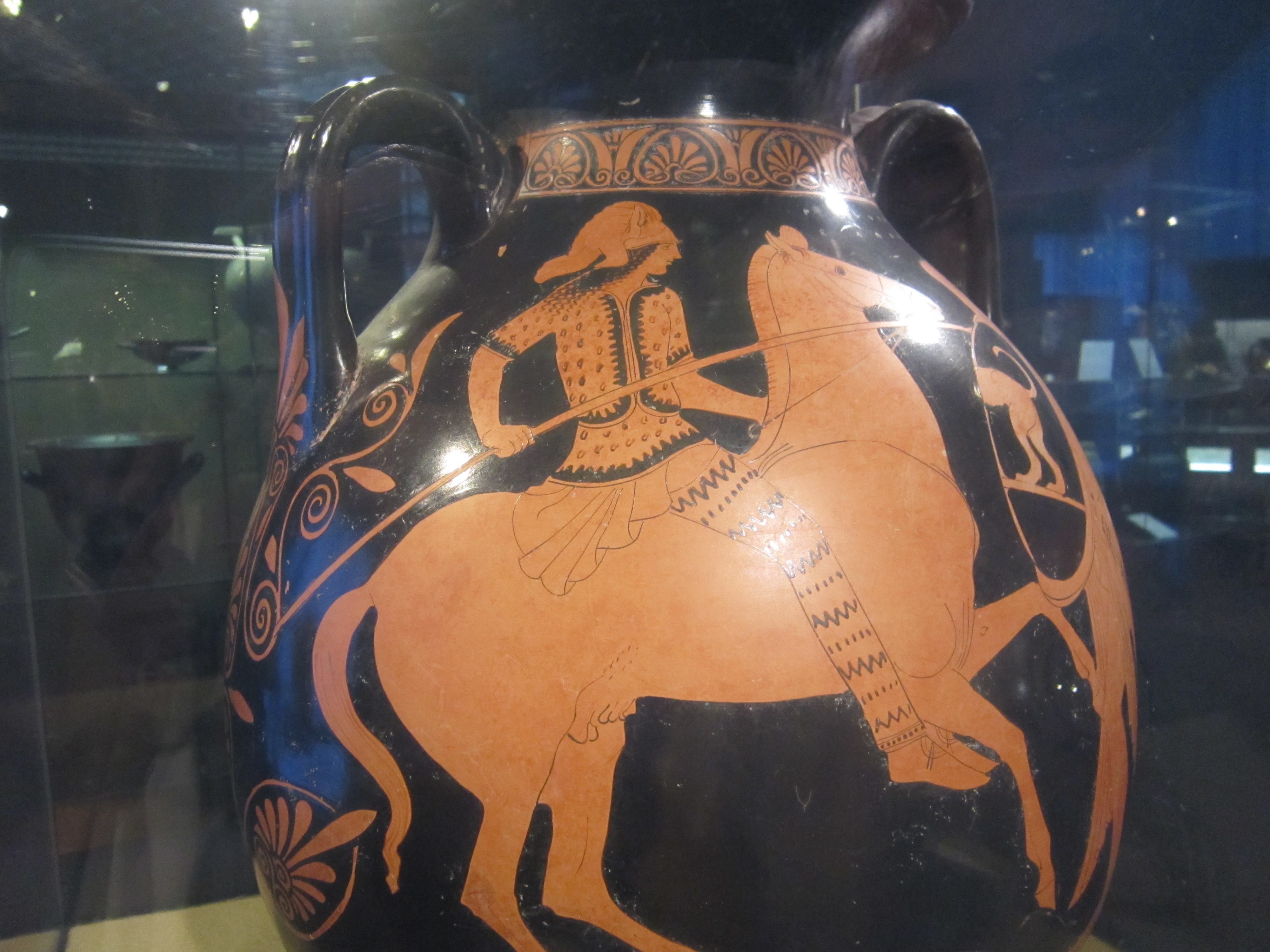
Pélikè de Gela. Amazone cavalière armée d'une lance. Vase à figures rouges, Athènes vers -440/-430
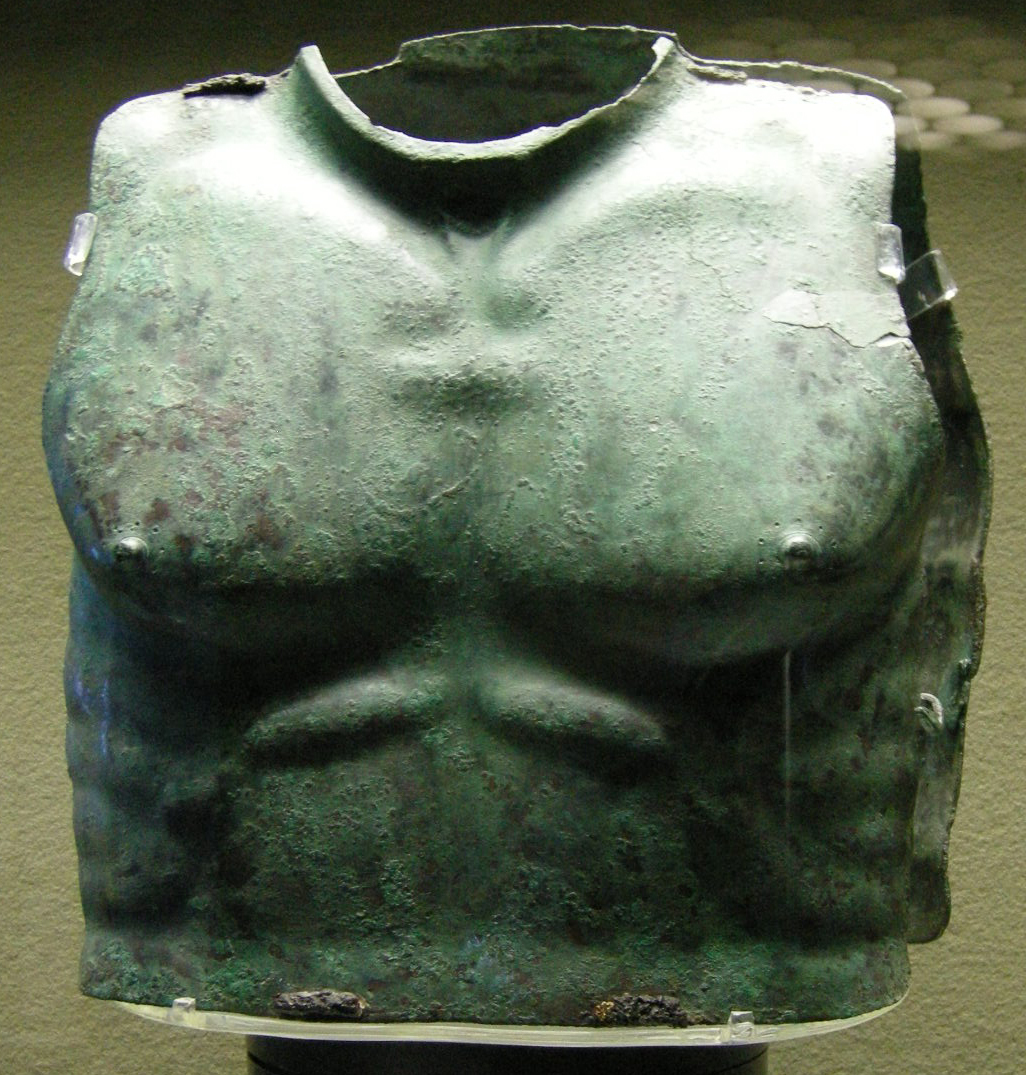
Cuirasse en bronze, tombe 5 de la  nécropole de la fosse, -370/-340.

- des statues votives de Déméter et Korè et une gorgone, également de la ville dorienne de Megara Hyblaea ;

- une tête de kouros trouvée à Centuripe.

### Secteur C

Statues de kouroi, -VIe/-Ve siècle
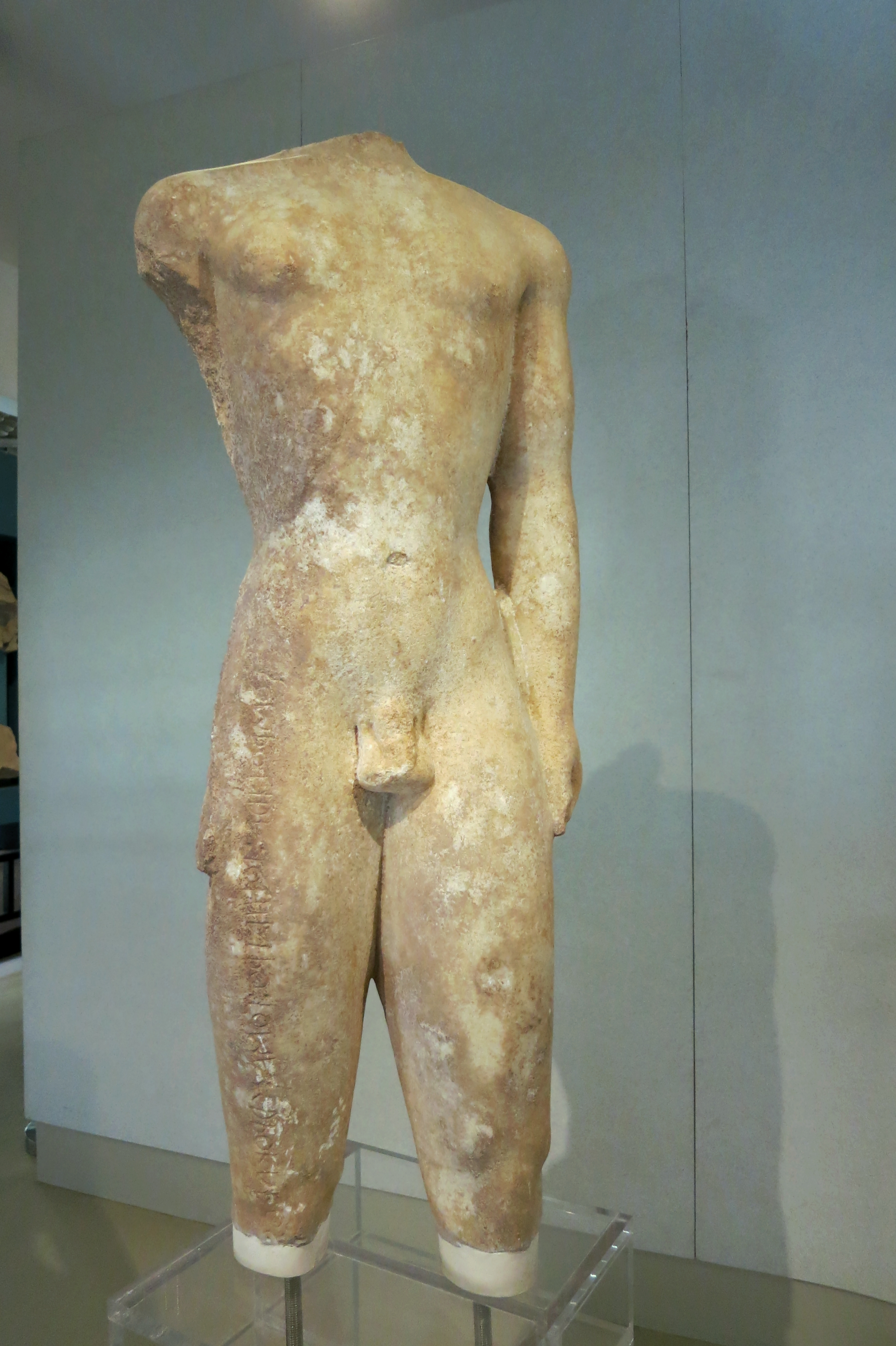
Kouros de Megara Hyblaea, nécropole sud. Marbre de Naxos, milieu -VIe siècle ;
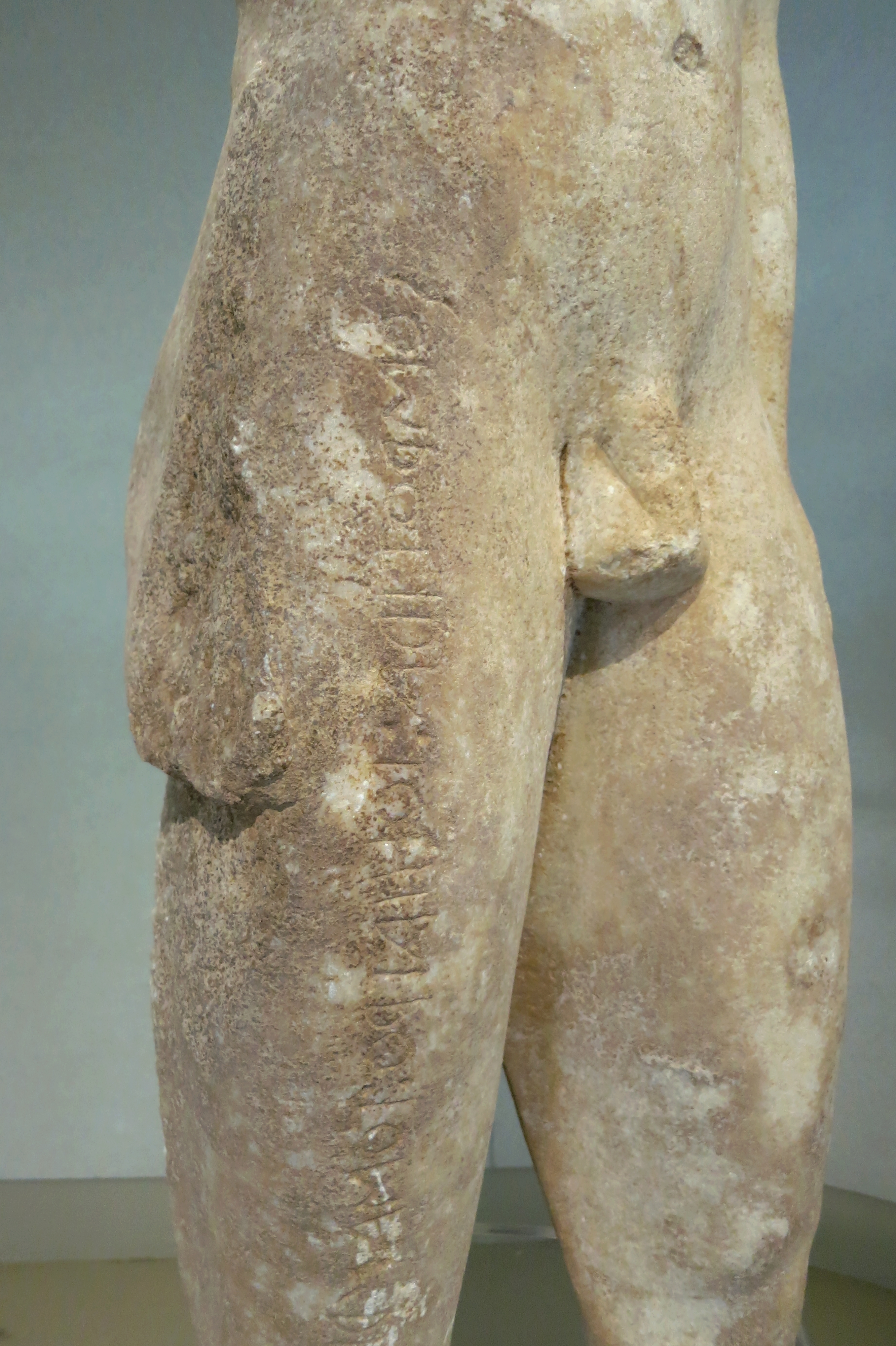
le même, avec inscription l'identifiant comme Sombrotidès fils de Mandroklès ;
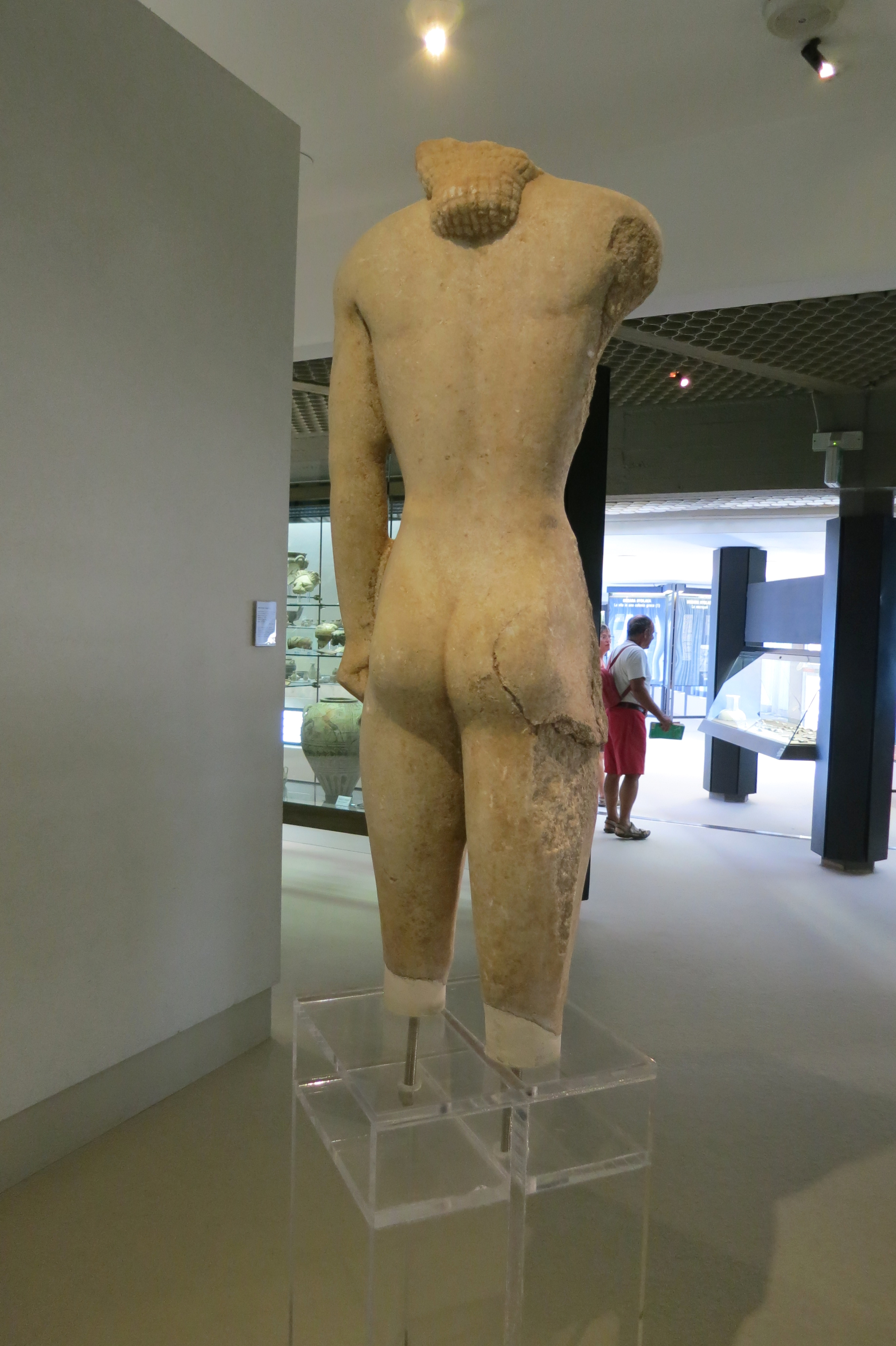
le même, de dos.
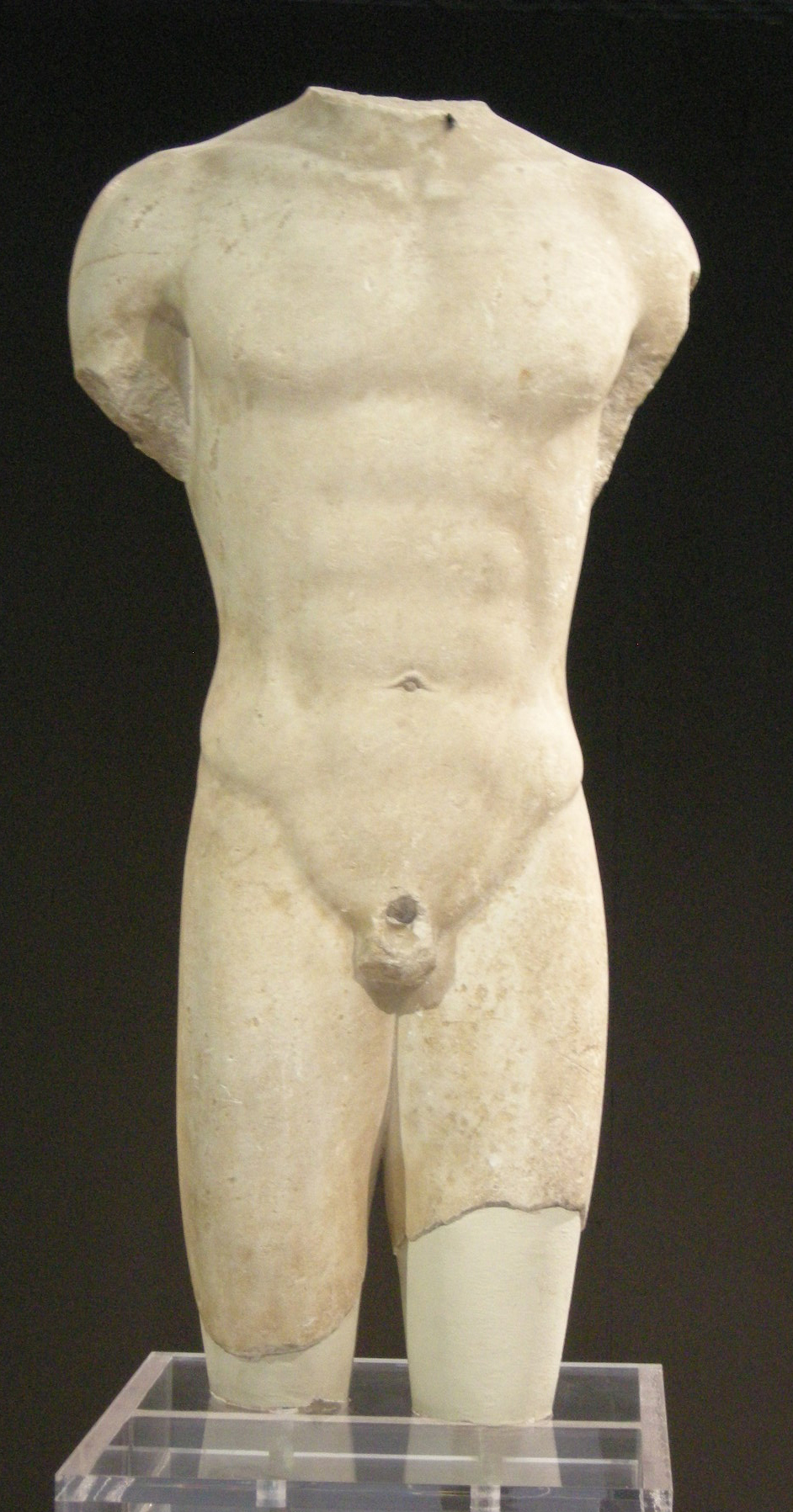
Kouros de Lentini, vers -500.
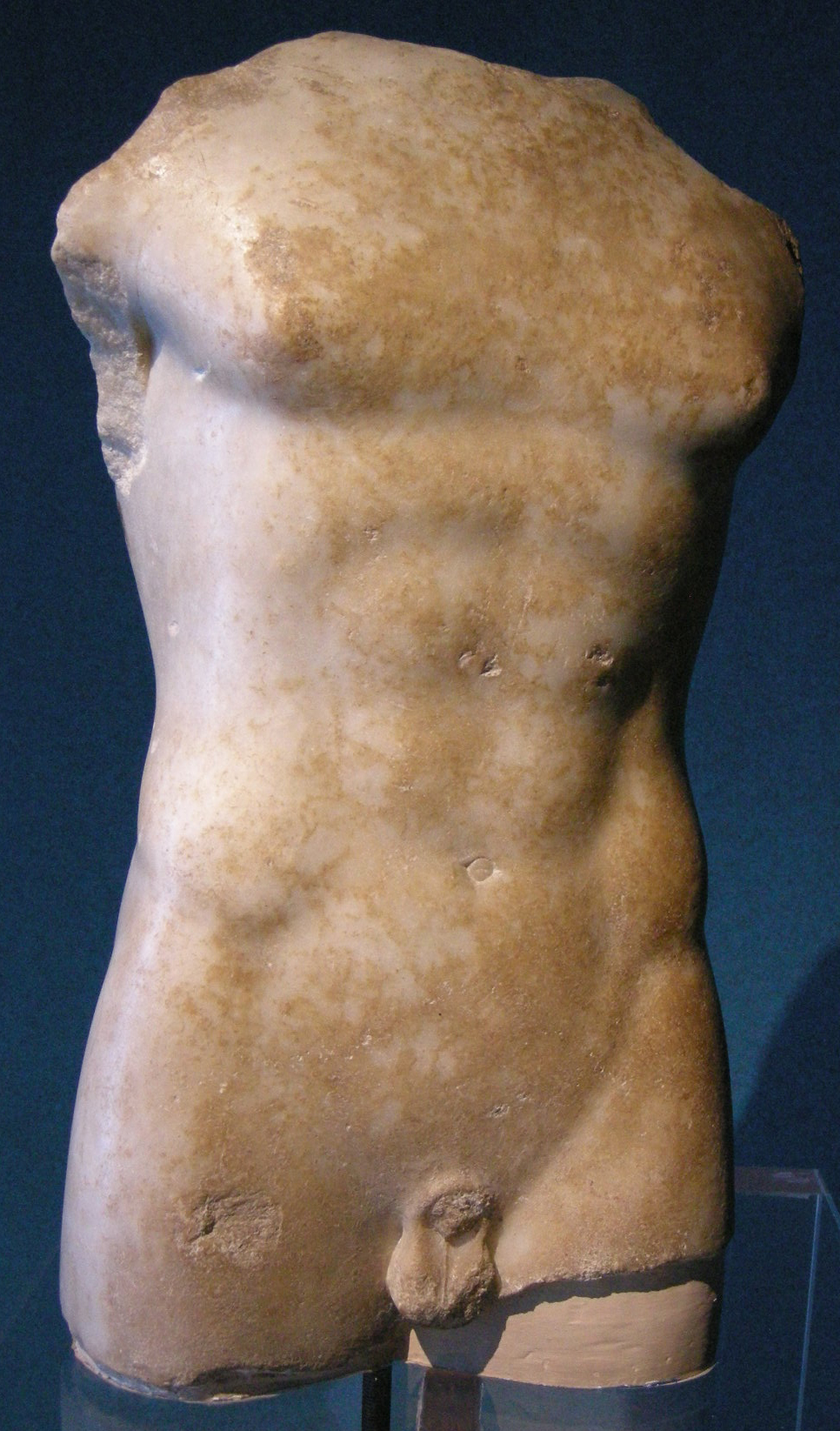
Torse du kouros de Grammichele, début -Ve siècle.

Dans la zone C sont exposés des artefacts des colonies de Syracuse : Akrai (fondée en -664), Kasmenai (-644), Camarina (-598) et Eloro, mais aussi d'autres grandes villes comme Géla et Agrigente.

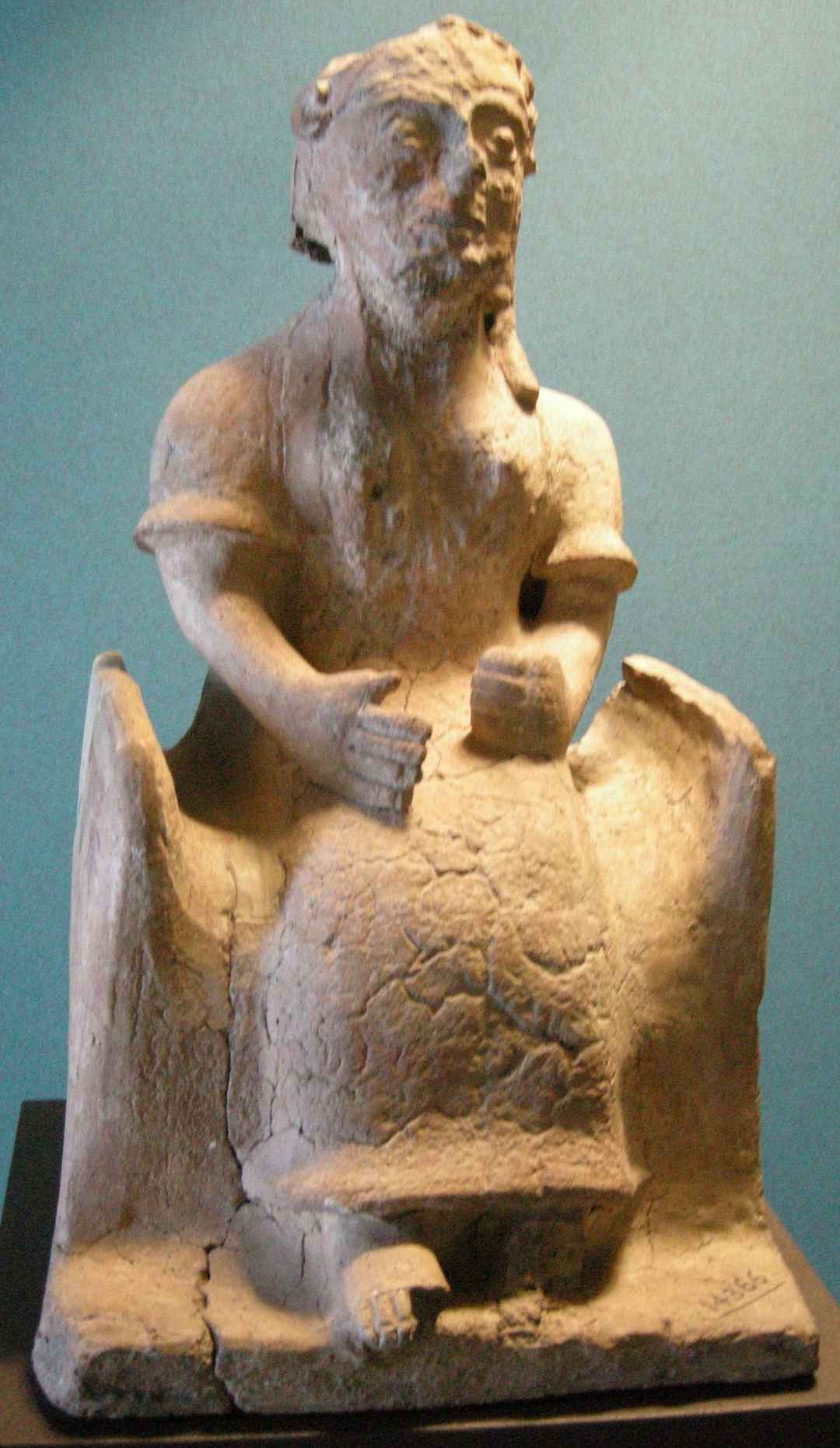
Statue votive de Grammichele, seconde moitié du -VIe siècle.
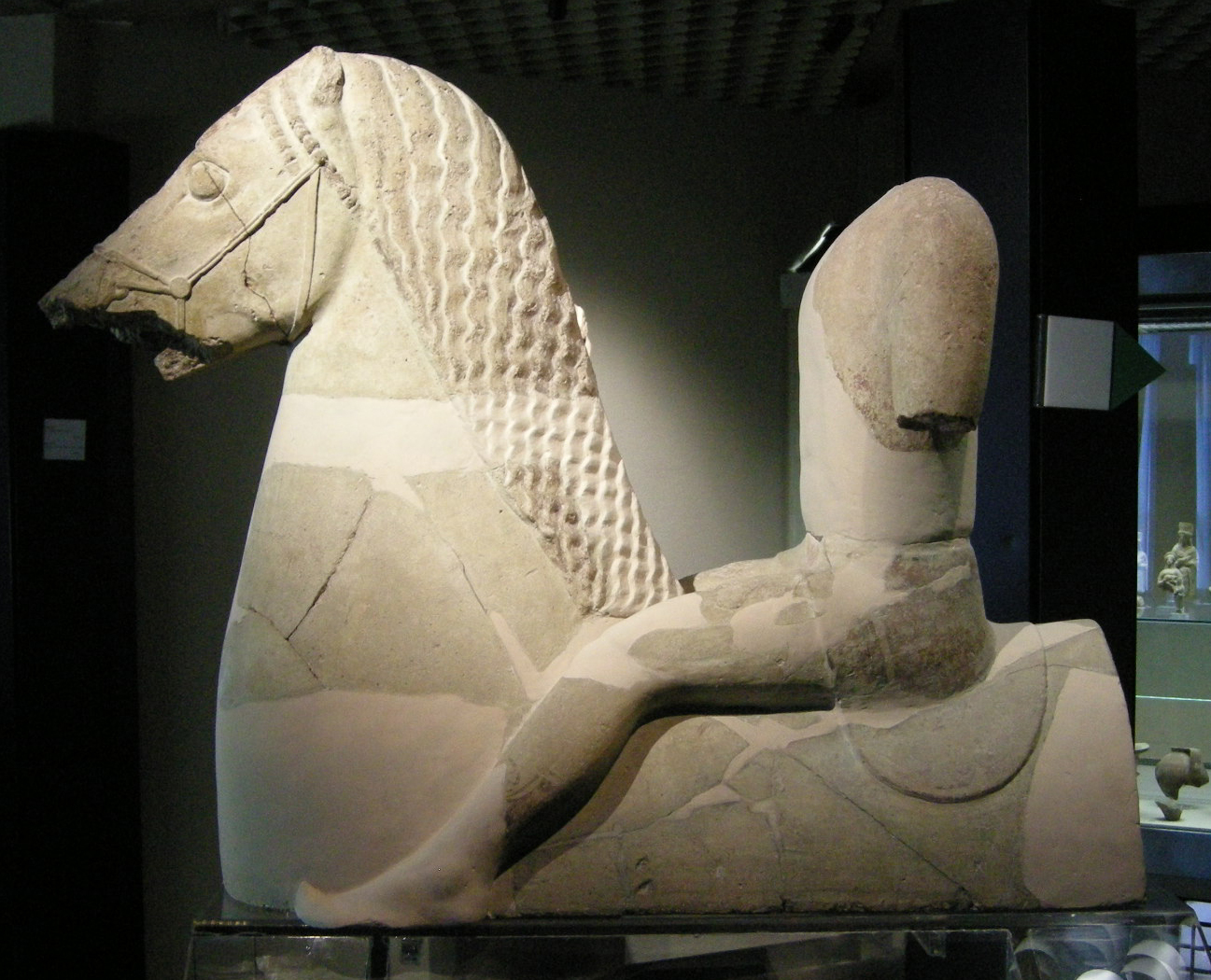
Cavalier, peut-être un acrotère, Kamarina, -VIe siècle.
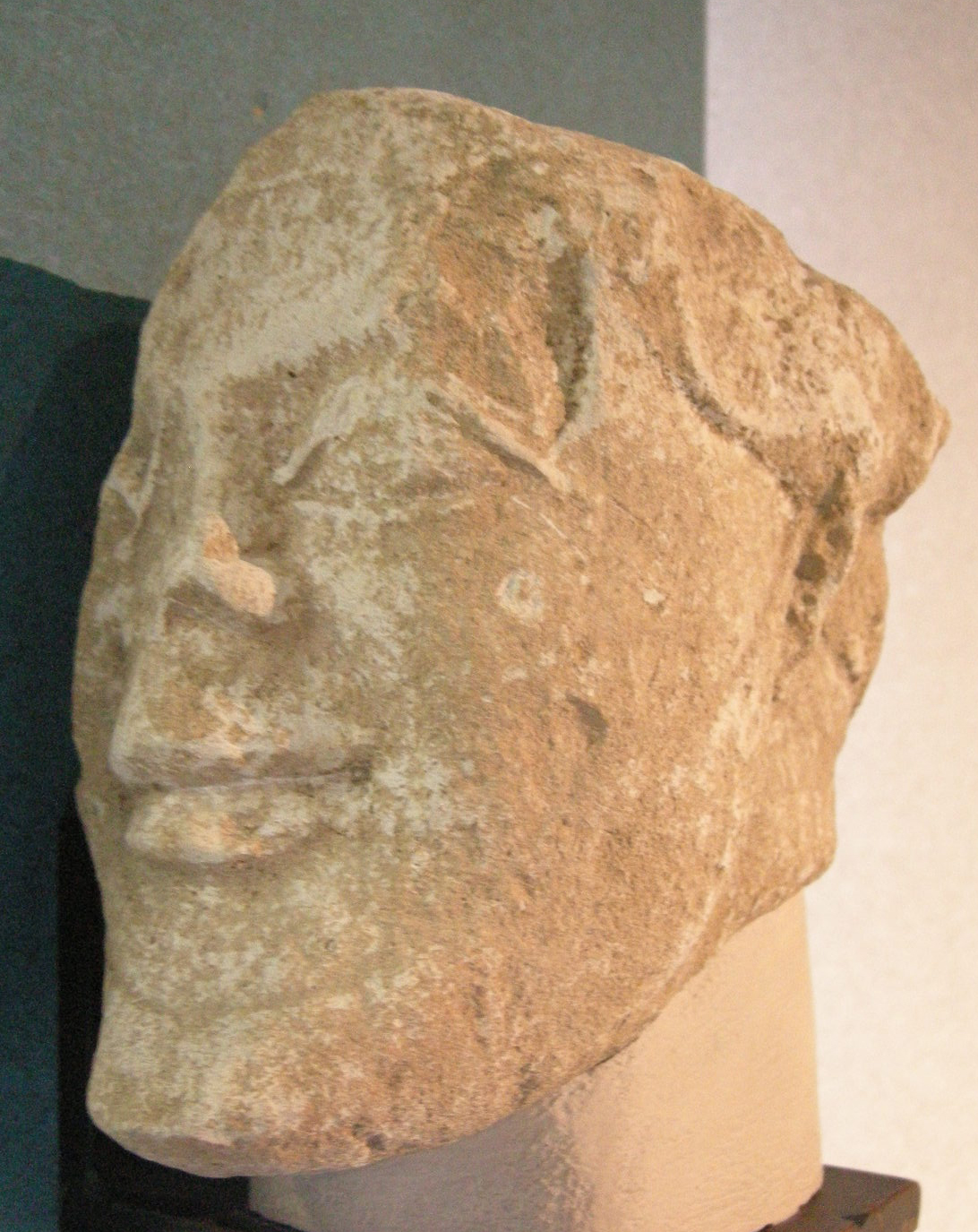
Tête masculine de Grammichele, -550/-525.
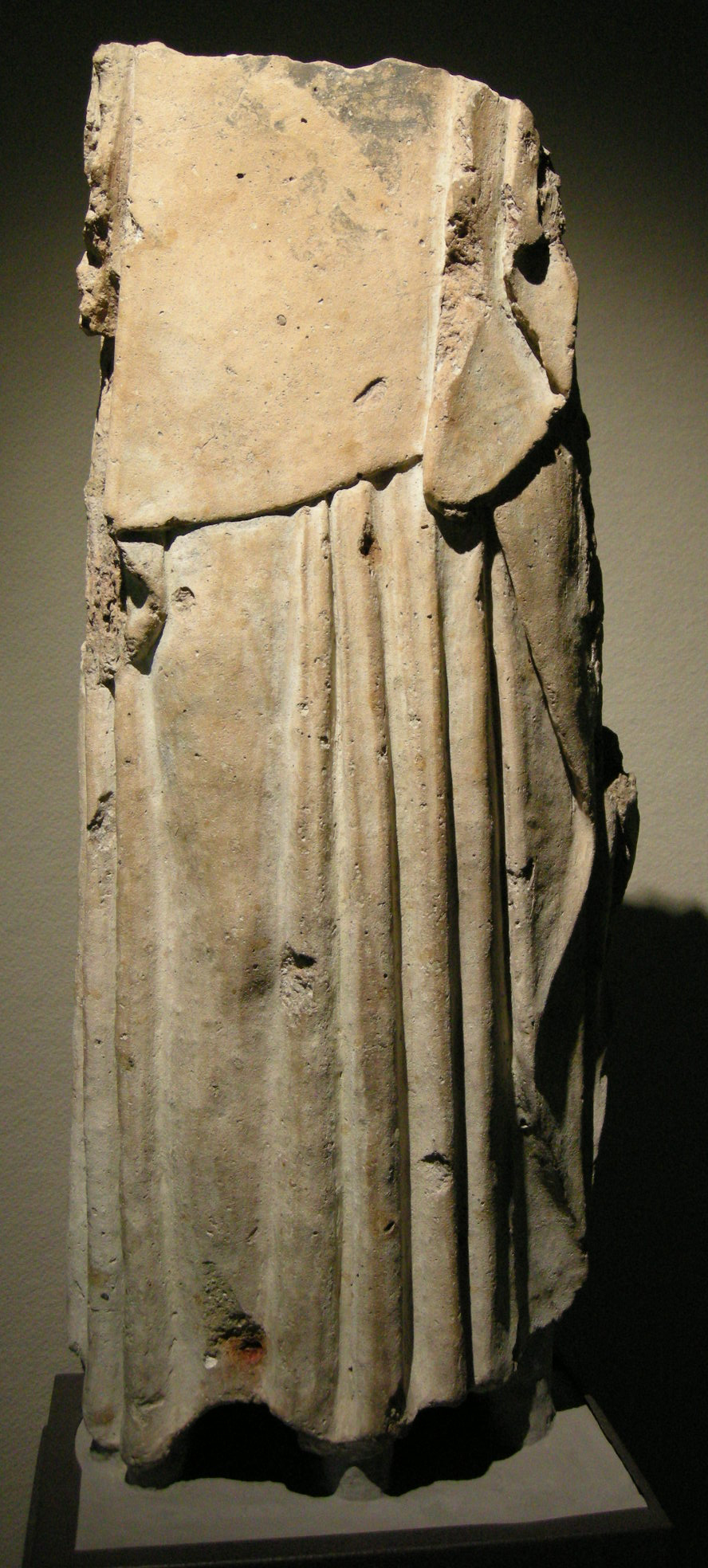
Péplophoros de Kamarina, -470/-480.

### Secteur D
Le secteur D, situé à l'étage supérieur et inauguré en 2006, contient des découvertes des époques hellénistique et romaine. Il contient deux des œuvres les plus célèbres du musée : le sarcophage d'Adelphia et la Vénus anadyomène, connue sous le nom de Vénus Landolina, du nom du lieu de sa découverte à Syracuse, en 1804, et aussi une statue d'Héraclès au repos et un espace dédié aux cultes hellénistiques à Syracuse.

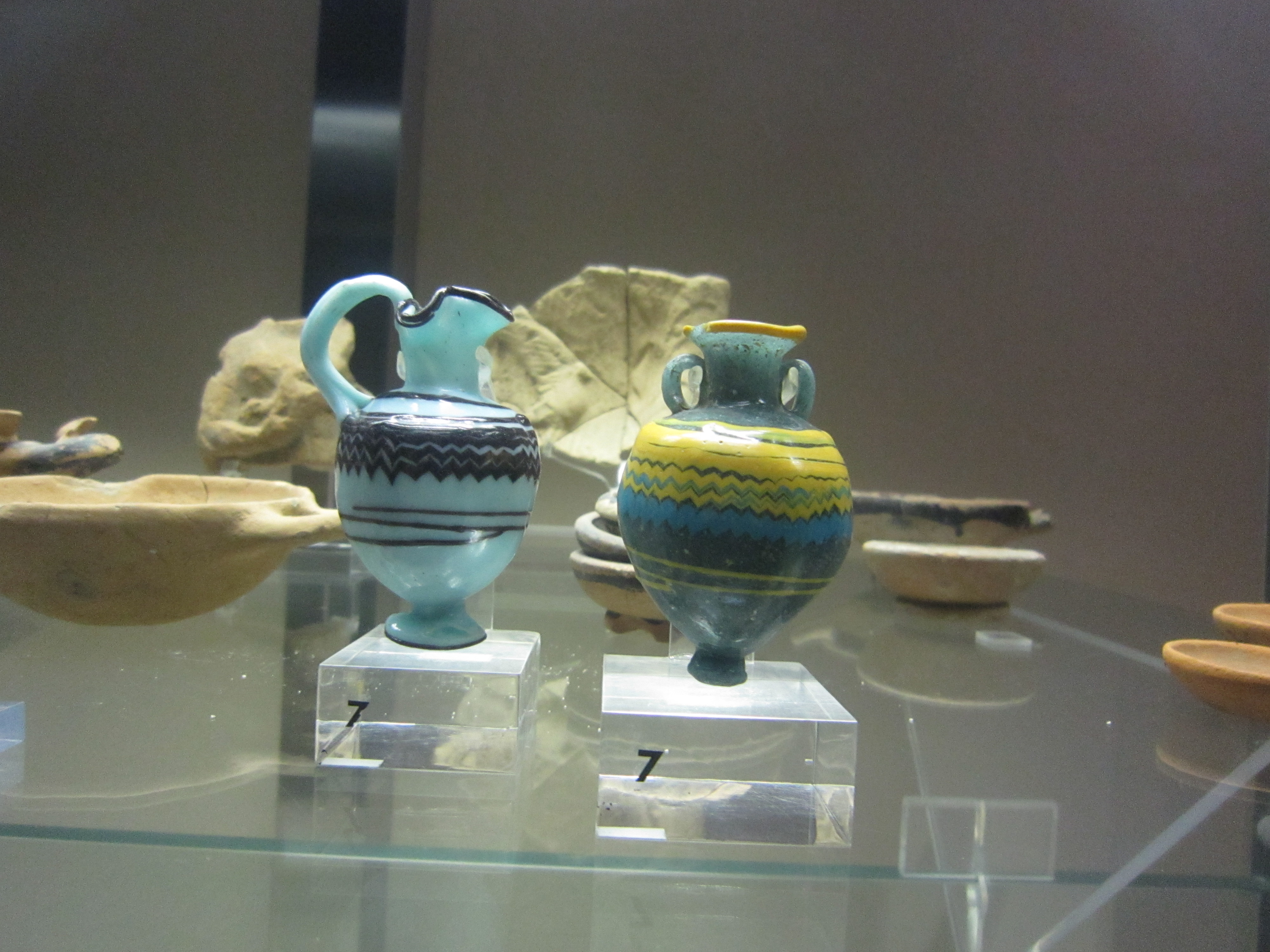
Vases à huile parfumée. Pâte de verre.
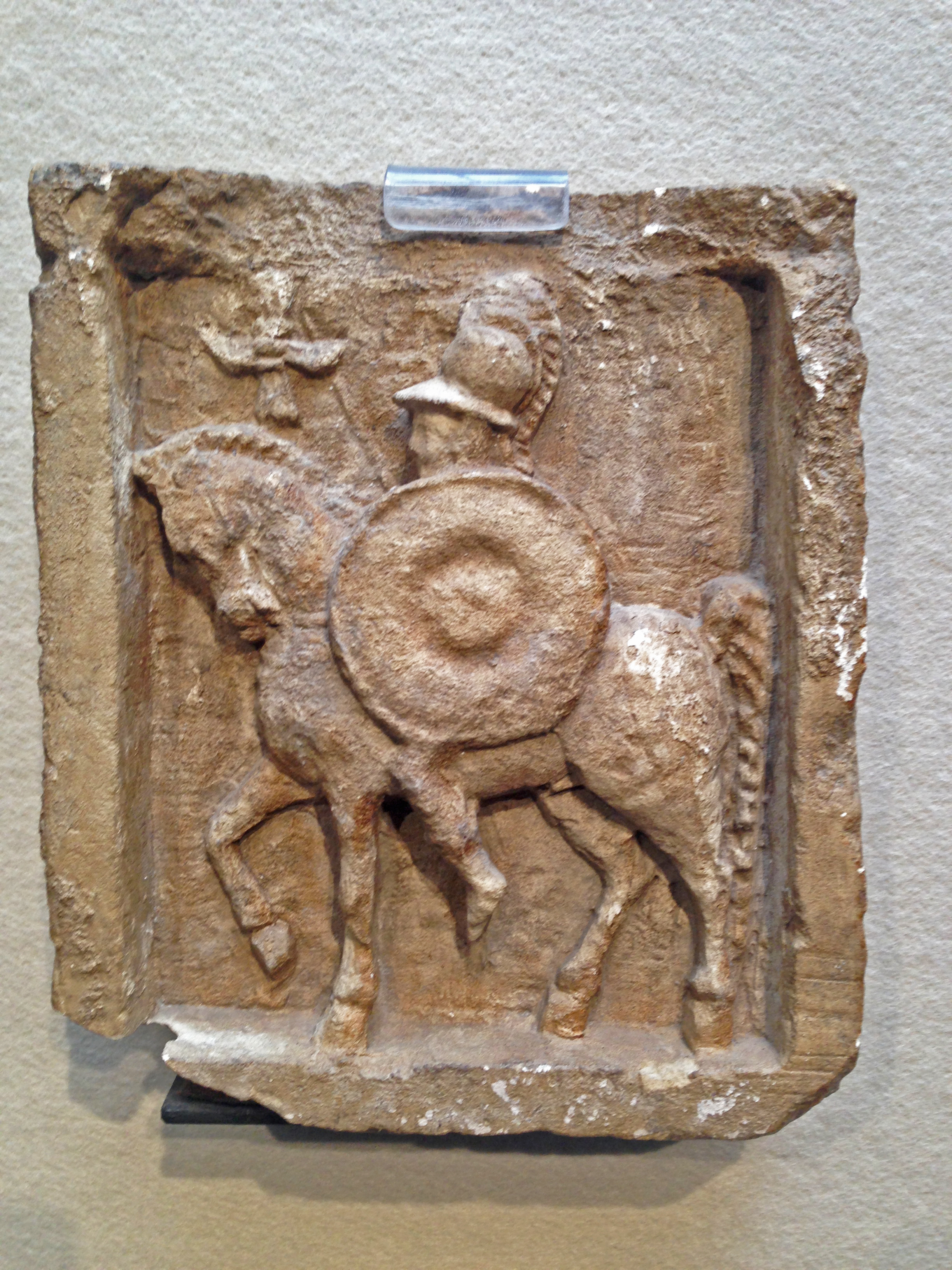
Relief votif en calcaire avec représentation d'un héros à cheval, -IIIe siècle.
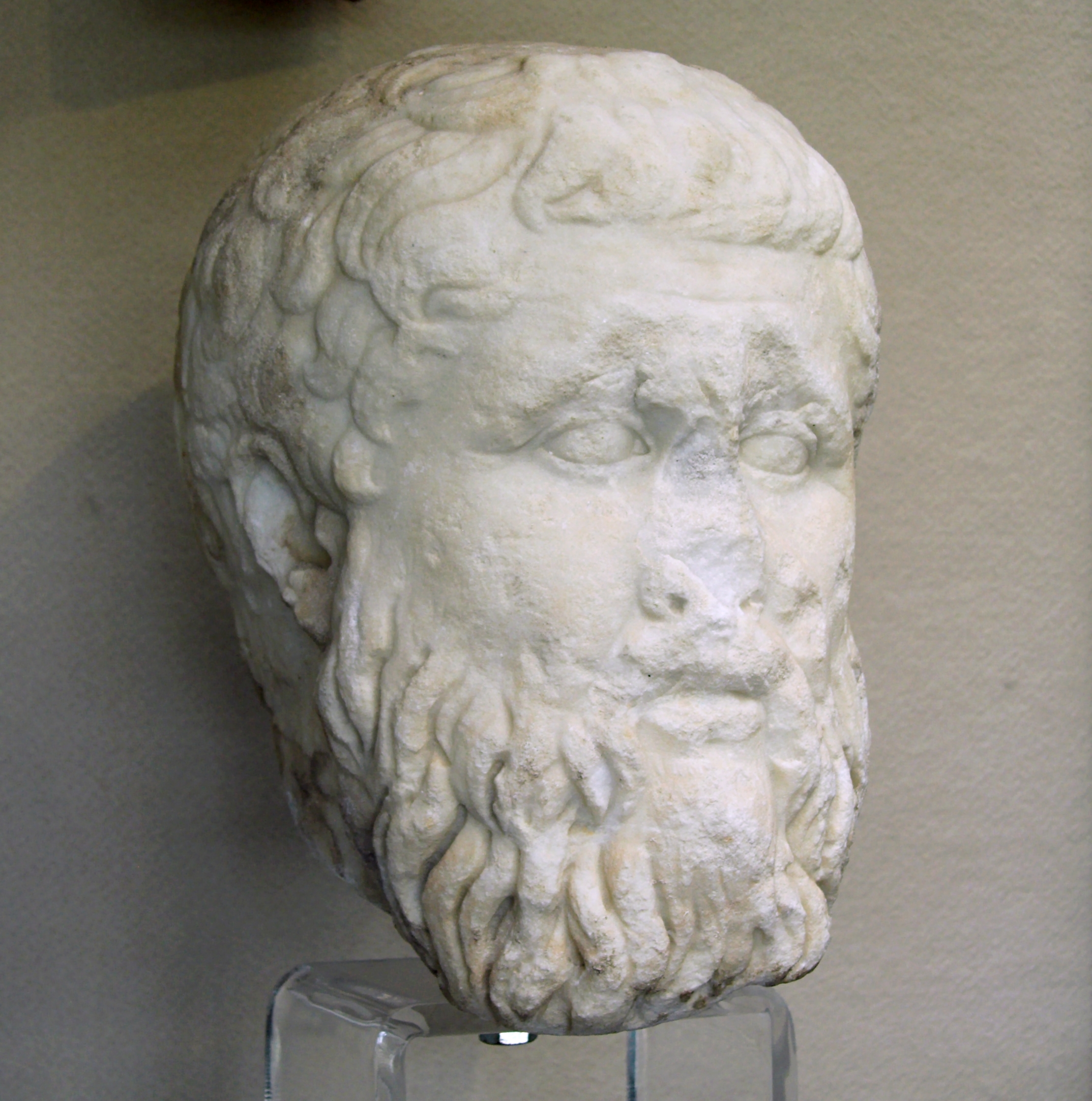
Tête d'une statue de Platon. Marbre, vers -340/-300
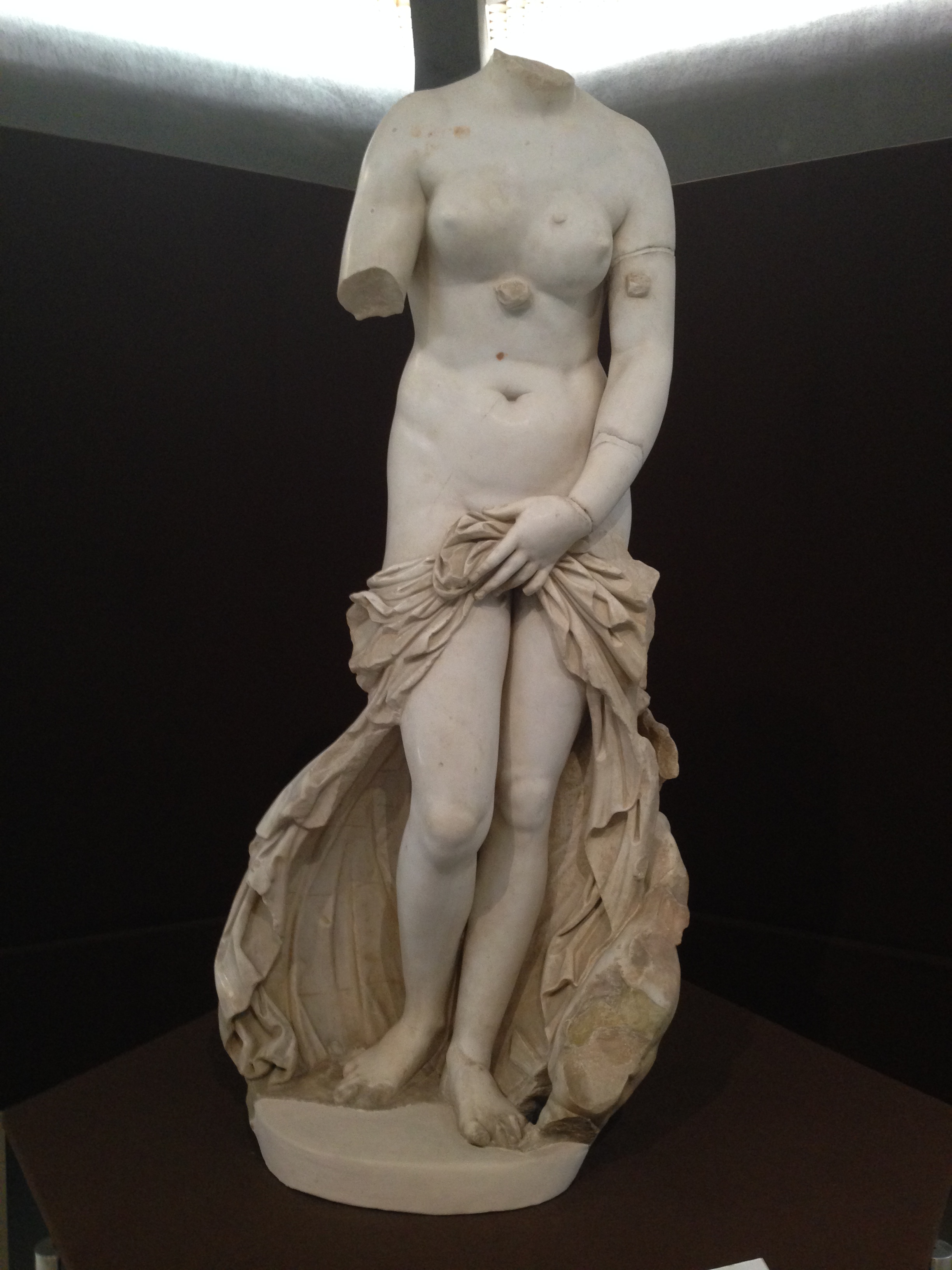
Vénus Landolina. Variation romaine, du IIe siècle de l'Aphrodite pudique retenant sa draperie, elle même dérivée de l'Aphrodite de Cnide.

### Secteur N
Au sous-sol se trouve une collection numismatique parmi les plus importantes de Sicile.

Monnaies de Syracuse
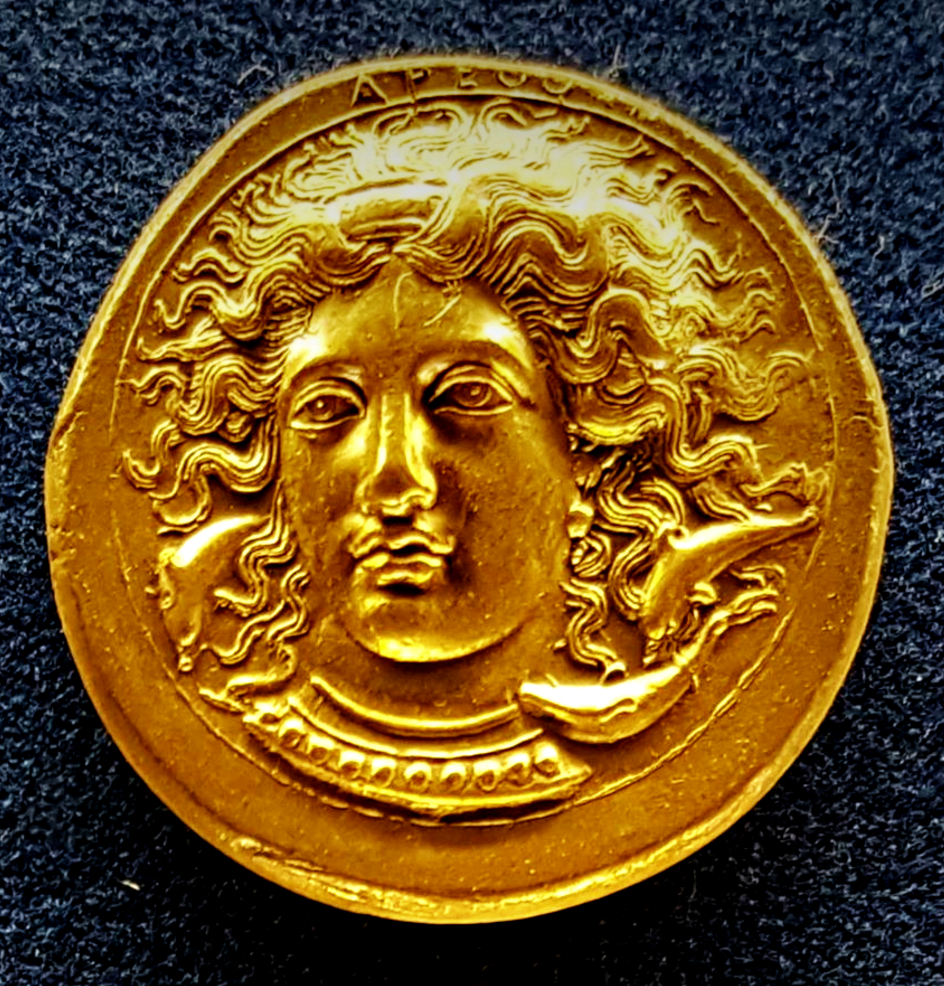
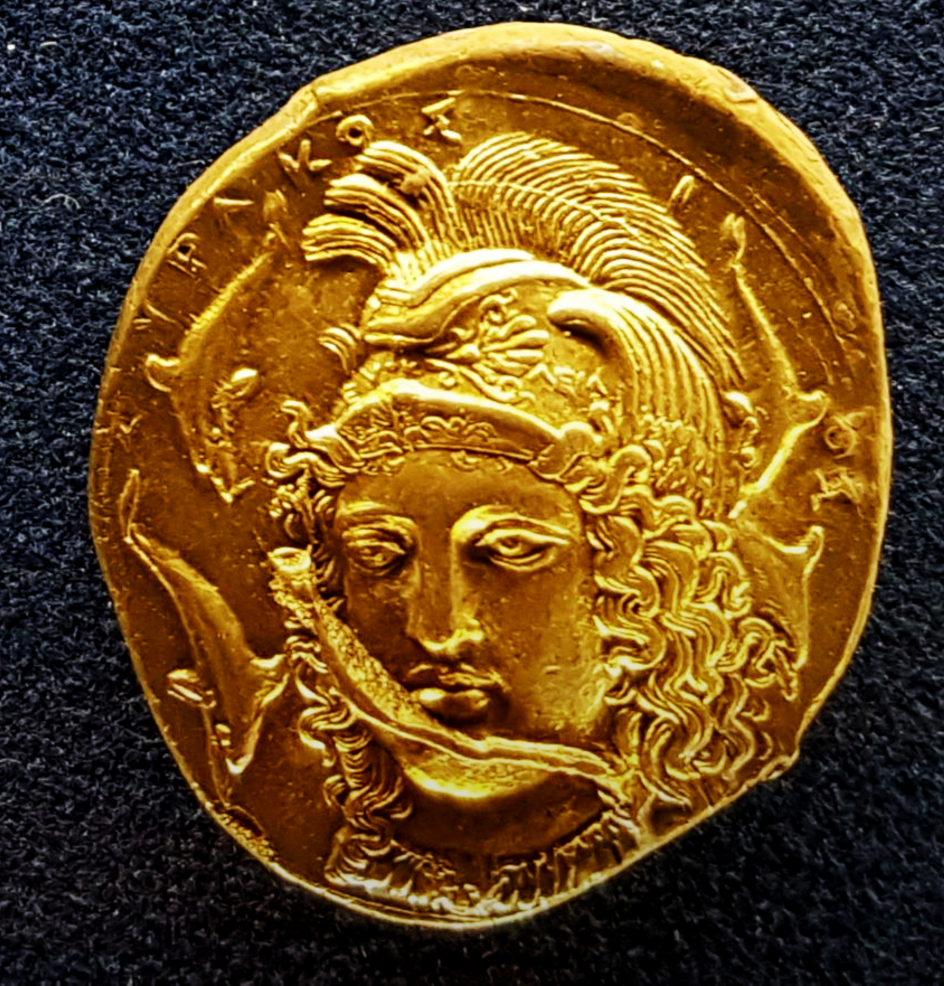
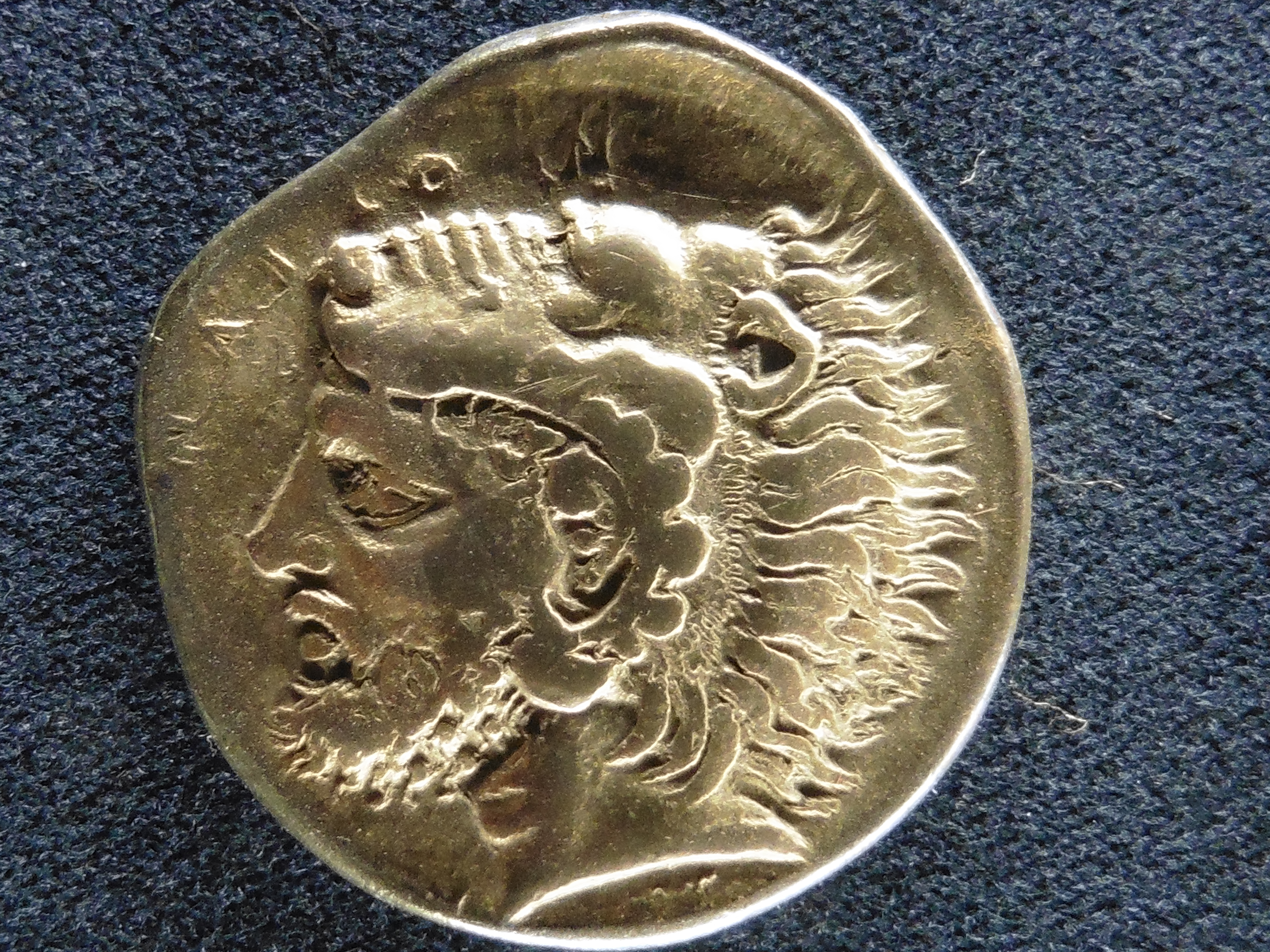
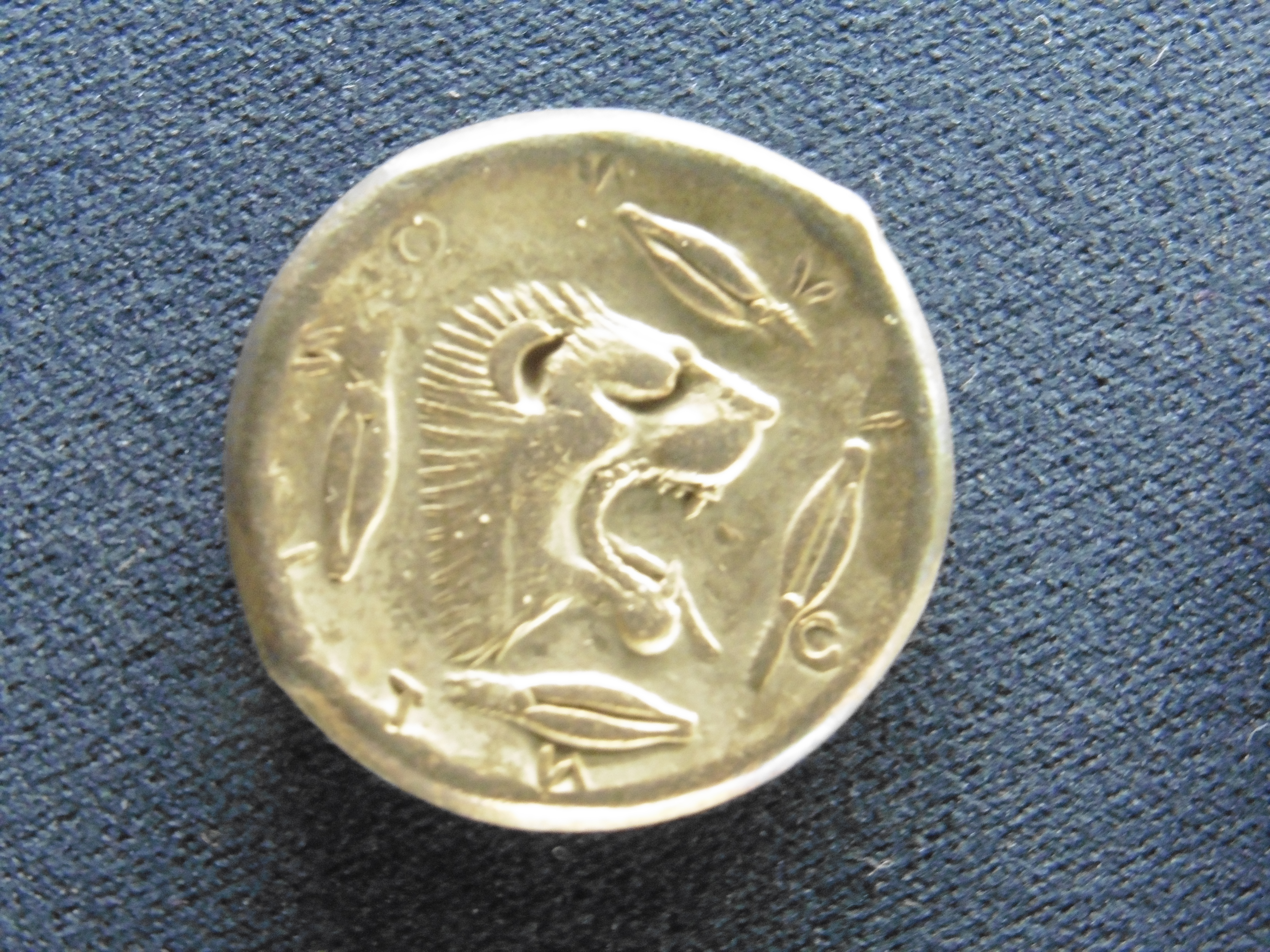
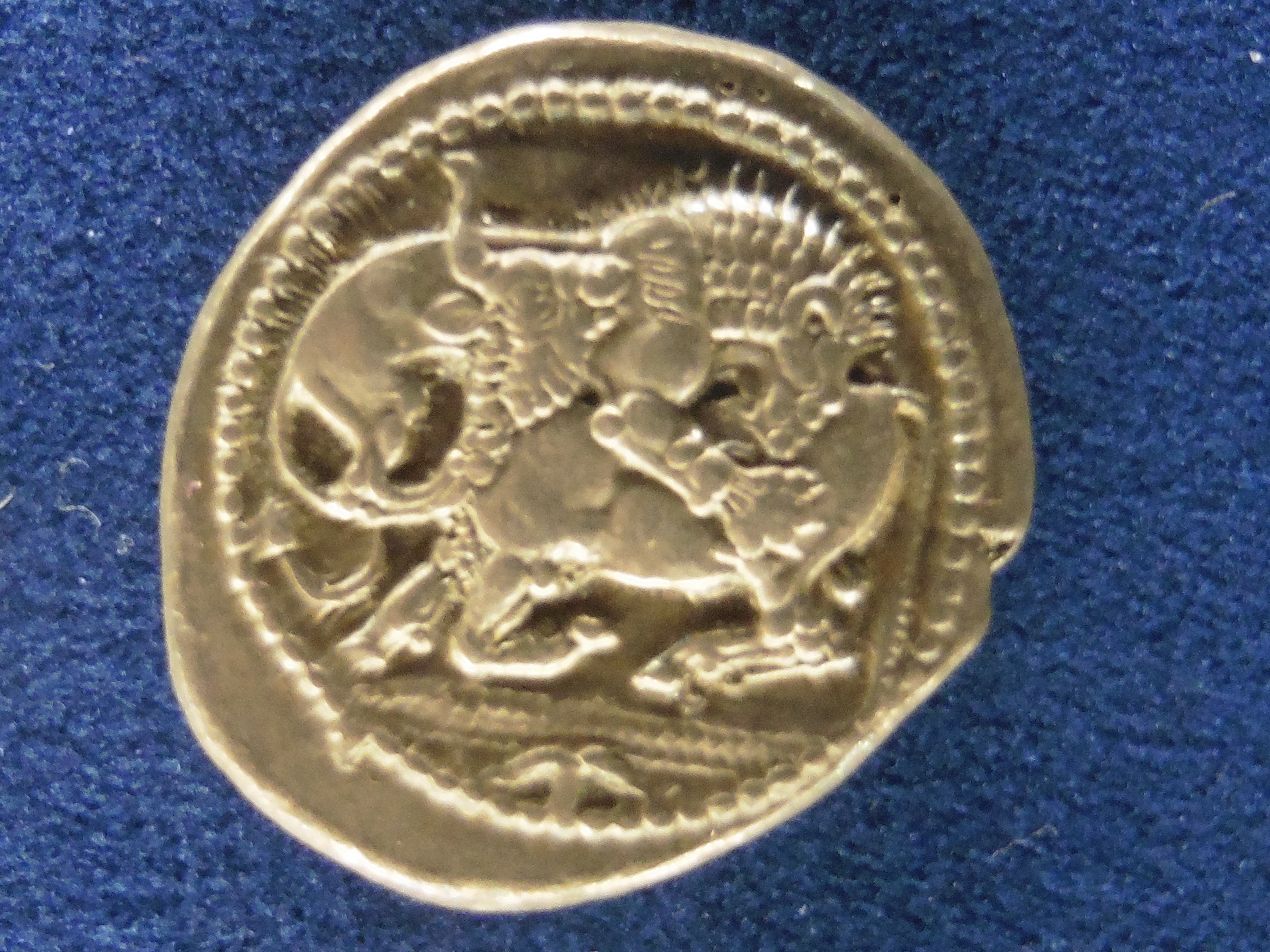
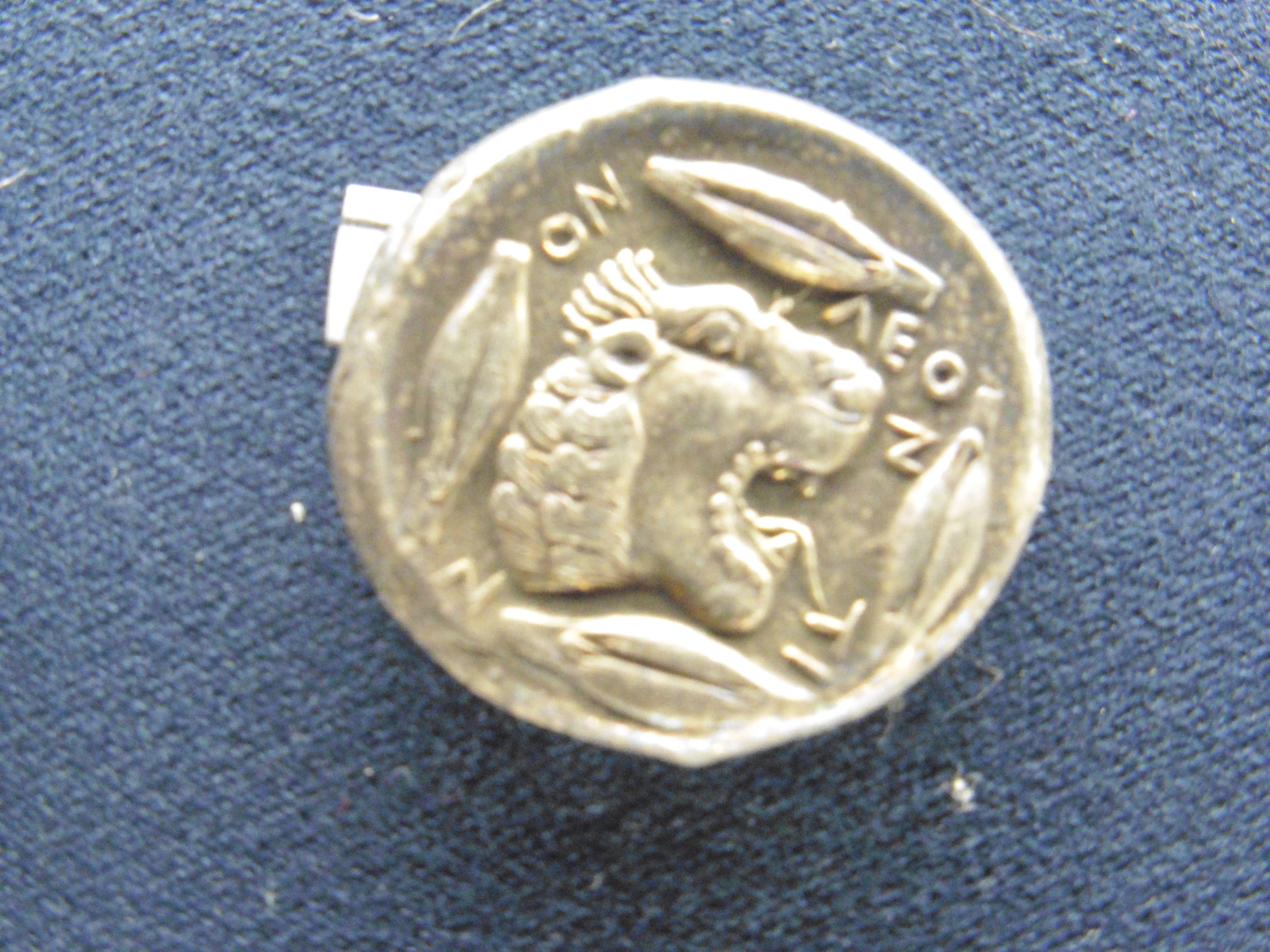
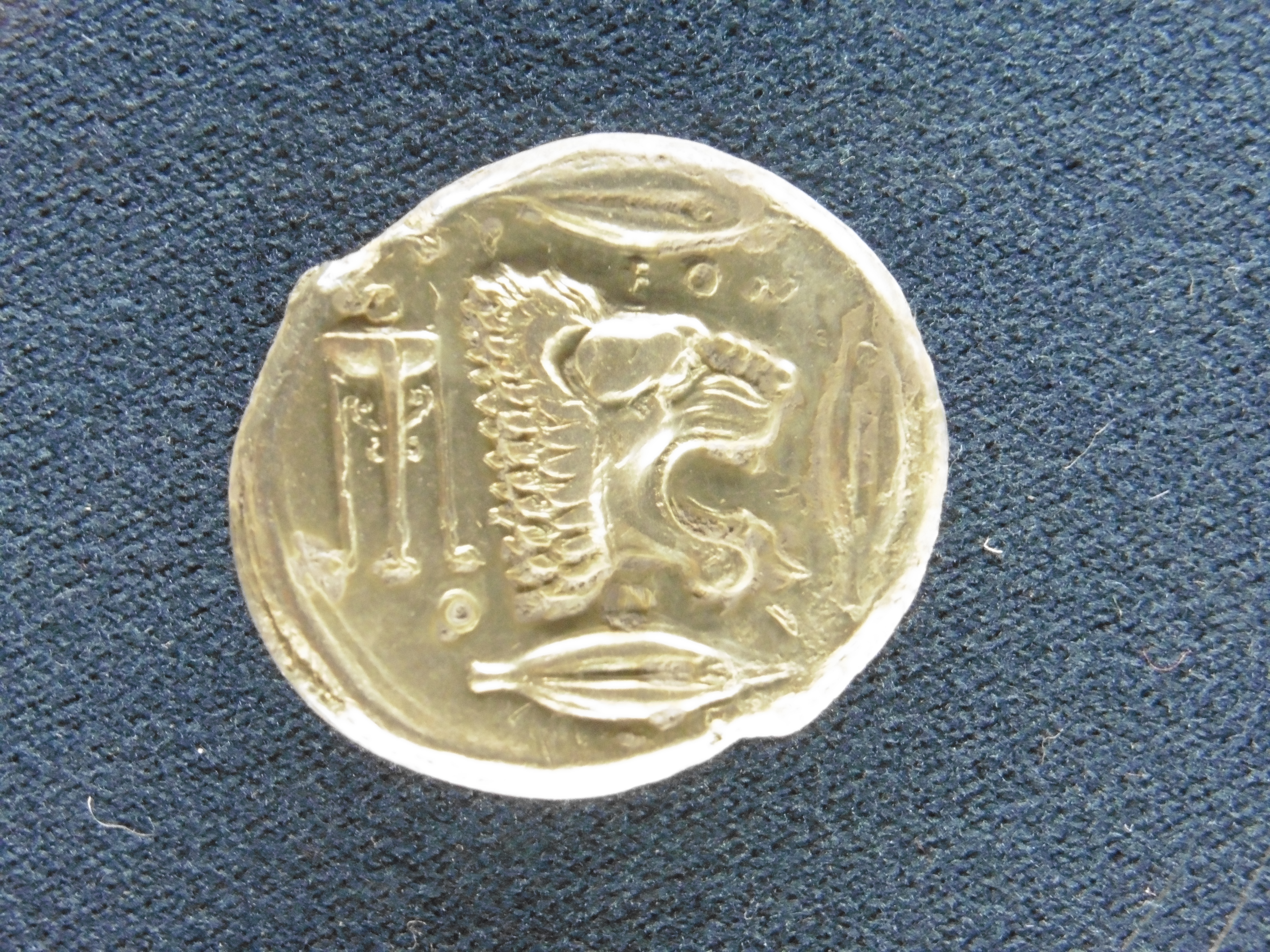

### Secteur F - Découvertes paléochrétiennes
En 2014 a été ouverte une salle spéciale dédiée au sarcophage d'Adelphia (it)  et aux découvertes des catacombes de Syracuse (it). Le même secteur s'est enrichi d'éléments et d'expositions, depuis 2018. Ce secteur complète le cadre chronologique de la longue histoire de la cité.

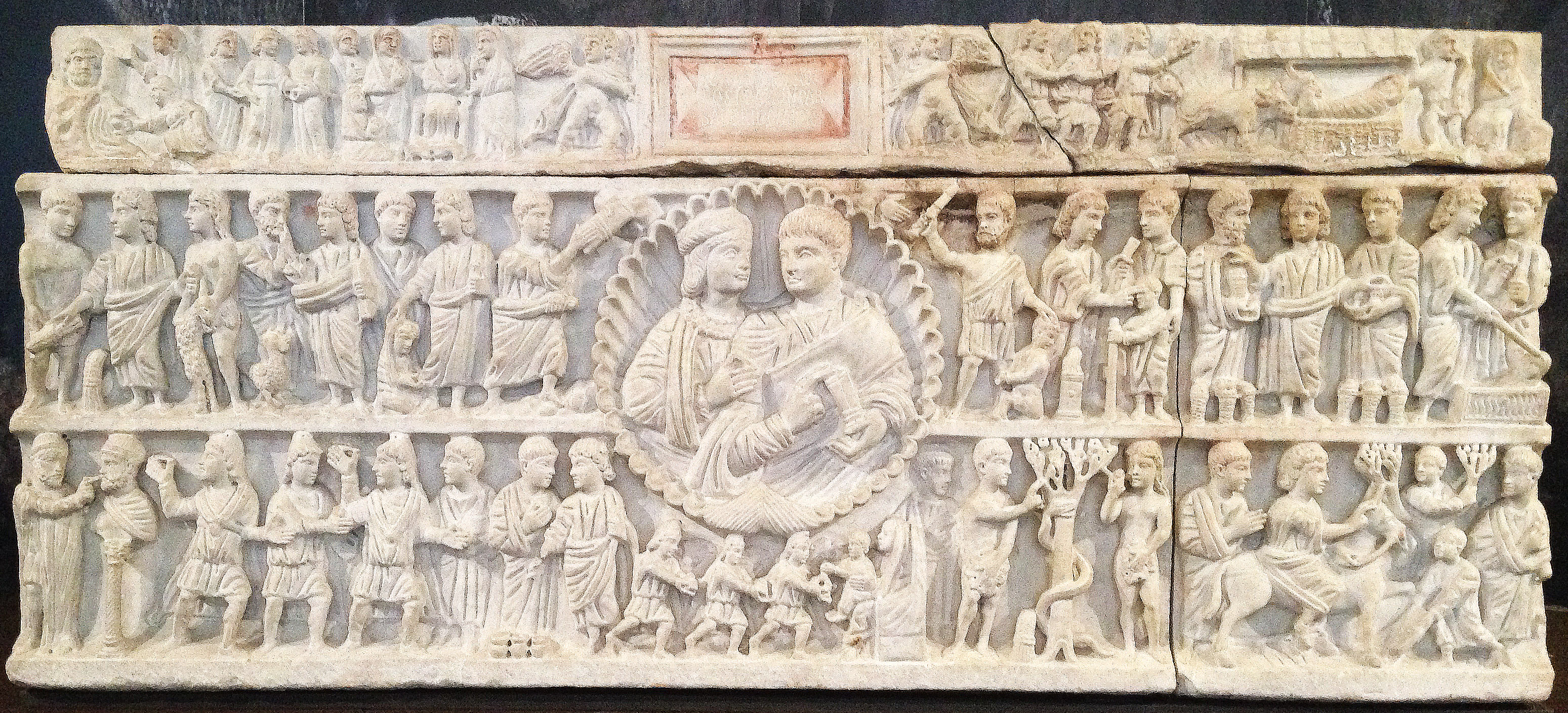
Sarcophage d'Adelphia

Le sarcophage d'Adelphia est un sarcophage en marbre de l'époque constantinienne, trouvé en 1872 dans l'église San Giovanni de Syracuse, lors de la campagne de fouilles des catacombes dirigée par Francesco Saverio Cavallari.

## Villa Landolina
Près de l'ancienne villa Landolina, il est possible de visiter le parc contenant des découvertes de l'époque grecque et romaine, un cimetière préchrétien et la tombe du poète allemand August von Platen.